# Internationale Filmfestspiele Berlin 2023

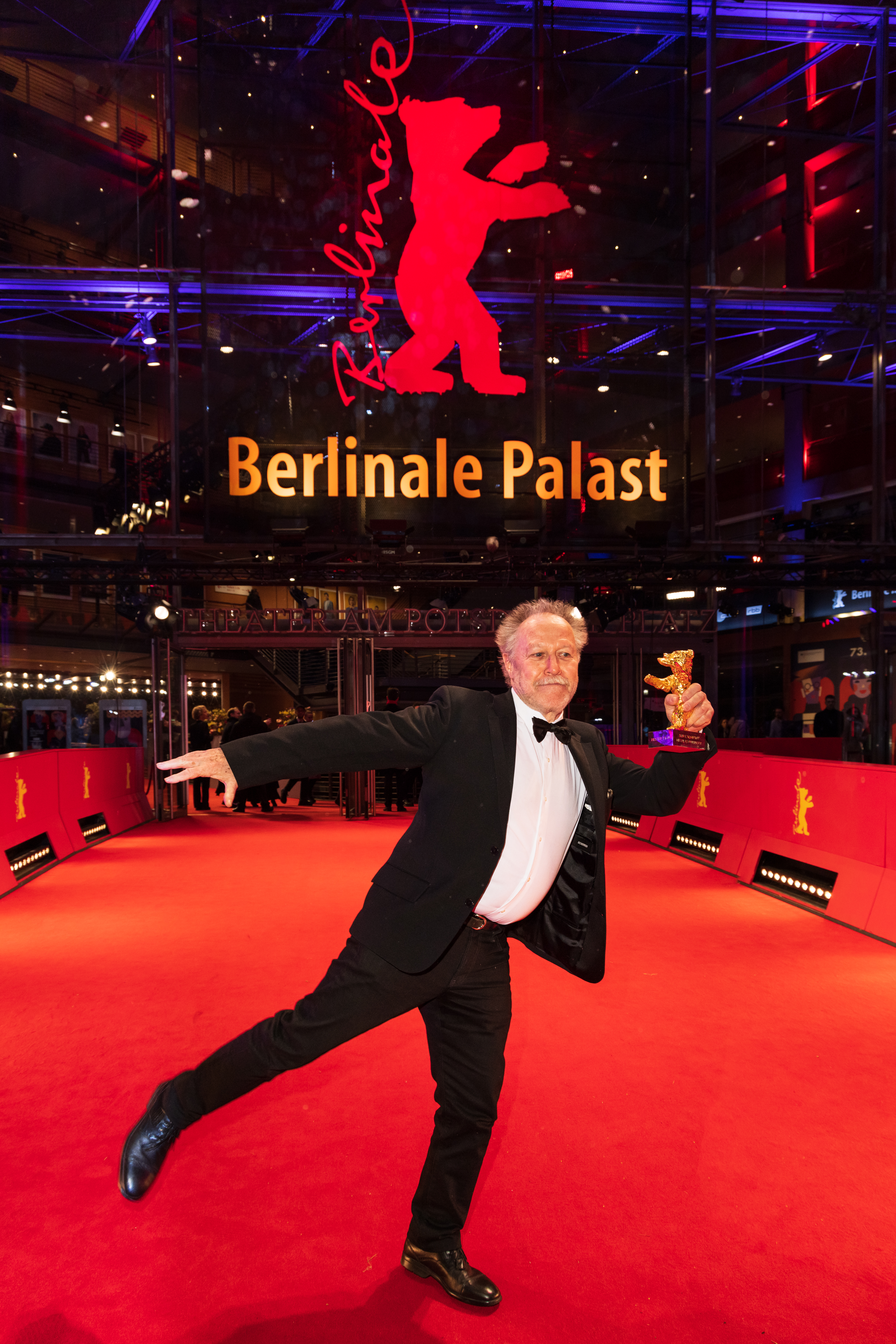
Nicolas Philibert mit dem Goldenen Bären auf dem roten Teppich vor dem Berlinale Palast

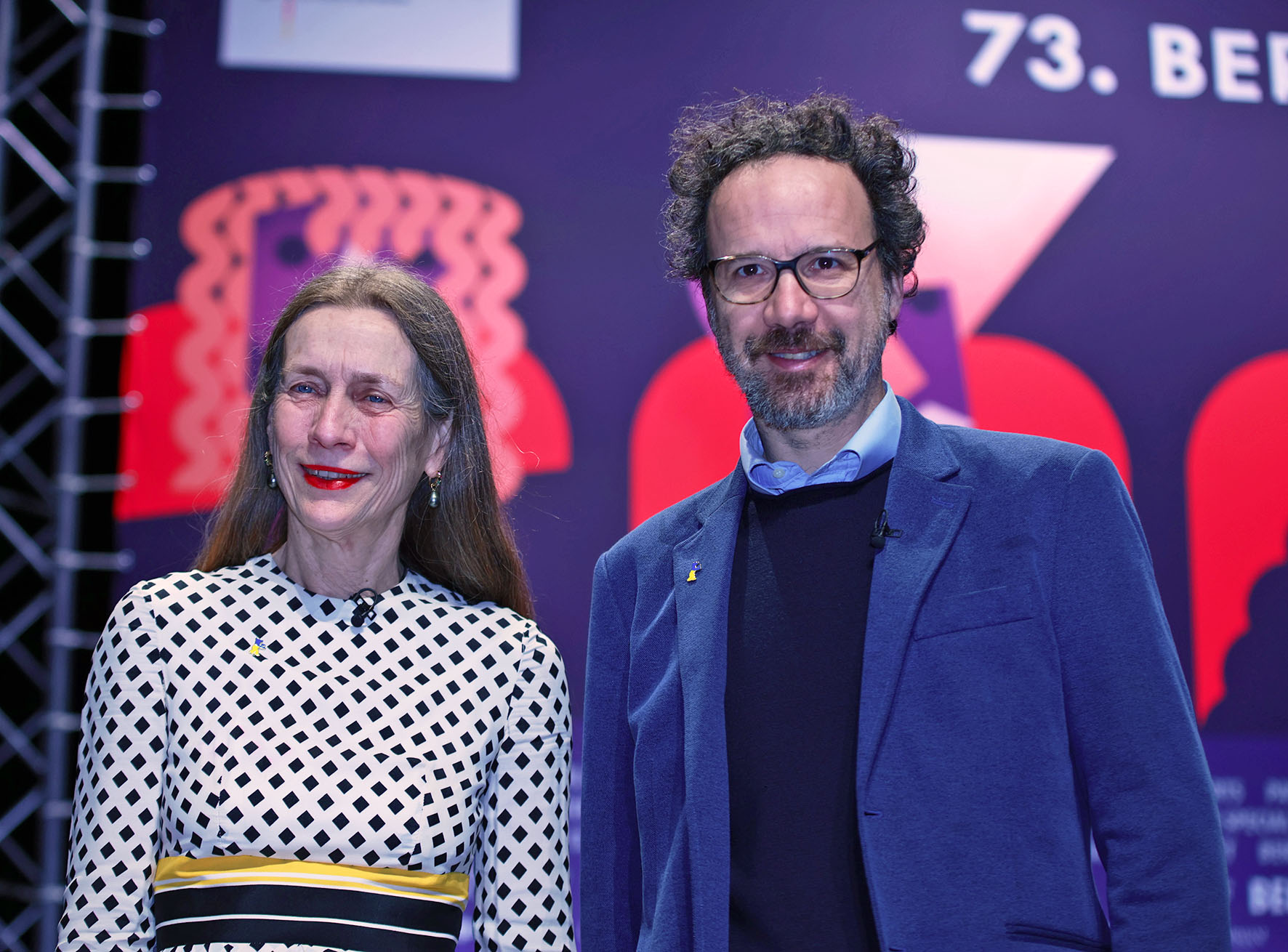
Geschäftsführerin Mariette Rissenbeek und der künstlerische Leiter Carlo Chatrian (2023)

Die 73. Internationalen Filmfestspiele Berlin (73. Berlinale) fanden vom 16. bis 26. Februar 2023 statt. Sie standen zum vierten Mal unter der Leitung von Carlo Chatrian (künstlerischer Leiter) und Mariette Rissenbeek (Geschäftsführung). Nach zwei pandemiebedingten Ausnahmejahren wurden die 73. Filmfestspiele als Präsenzveranstaltung durchgeführt. Mit dem Goldenen Bären als Hauptpreis wurde der französisch-japanische Dokumentarfilm Auf der Adamant von Nicolas Philibert ausgezeichnet.

## Hintergrund
Filmbeiträge konnten ab Mitte September 2022 eingereicht werden. Erste Beiträge wurden ab Mitte Dezember bekannt gegeben. Das gesamte Programm wurde am 7. Februar 2023 vorgestellt. Bereits als Eröffnungsfilm fest stand die romantische Komödie She Came to Me von Rebecca Miller, die außer Konkurrenz gezeigt wurde.
Bereits vor Festivalbeginn als Gewinner fest standen der US-amerikanische Filmemacher Steven Spielberg und die französische Kamerafrau Caroline Champetier. Spielberg wurde mit dem Goldenen Ehrenbären und einer Hommage geehrt, Champetier erhielt die Berlinale Kamera zuerkannt.

## Offizielle Sektionen

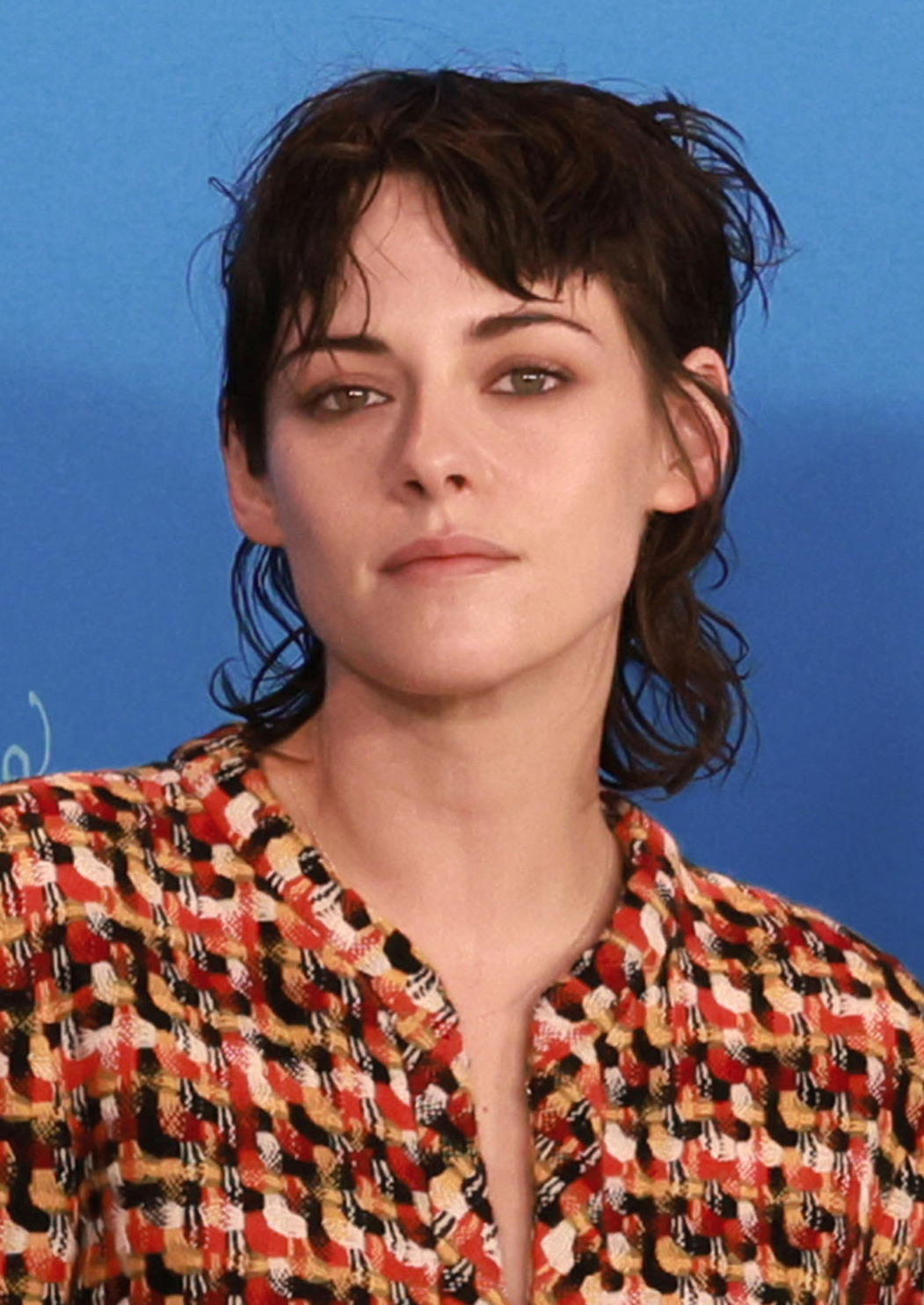
Jury-Präsidentin Kristen Stewart (2023)

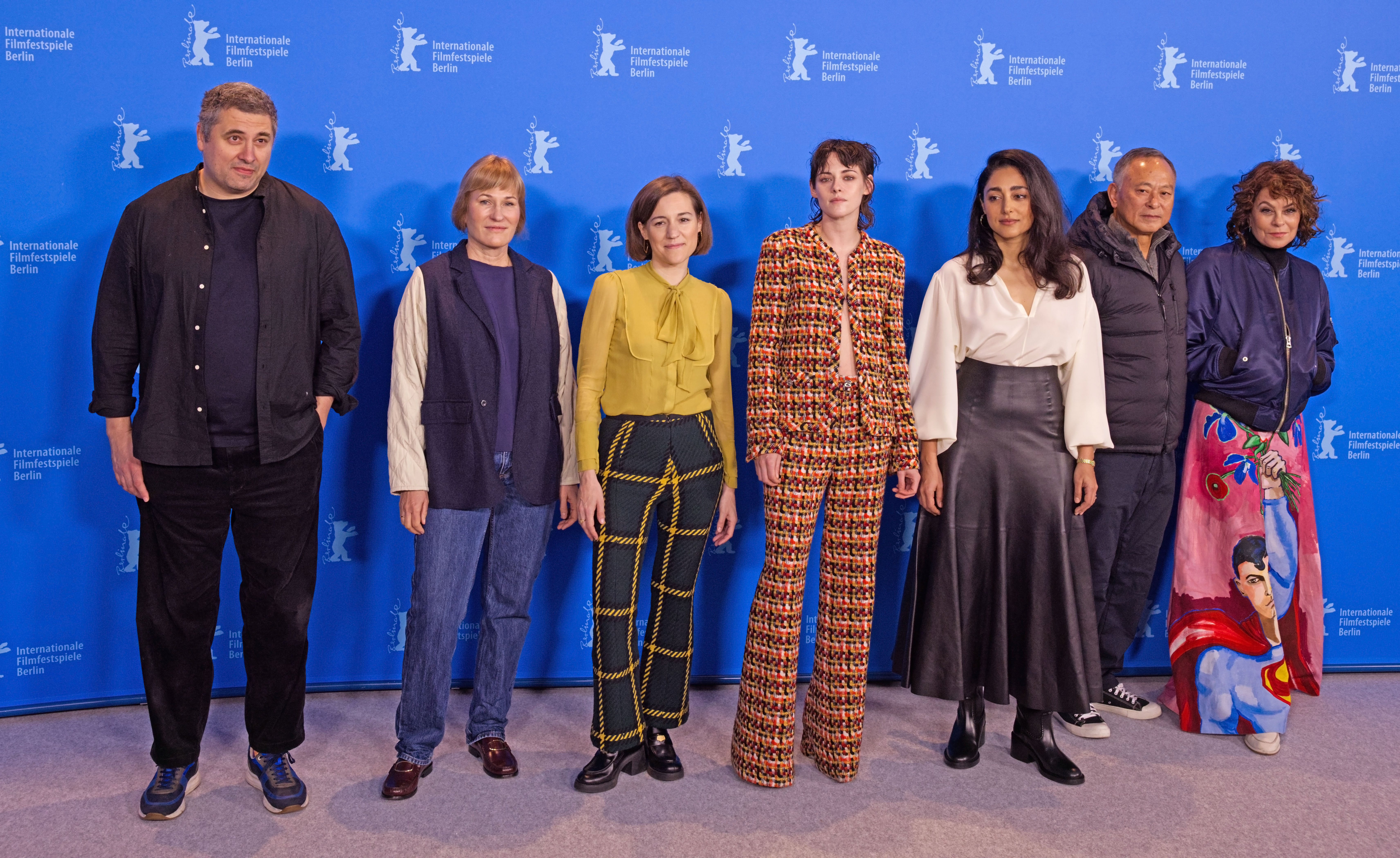
Jury des Wettbewerbs

### Wettbewerb um den Goldenen Bären

#### Internationale Jury
Als Präsidentin der Wettbewerbsjury wurde die US-amerikanische Schauspielerin und Filmemacherin Kristen Stewart ausgewählt.
Der Jury-Präsidentin Stewart standen bei der Vergabe der Preise mehrere Jurymitglieder zur Seite, die am 1. Februar 2023 benannt wurden:
- Golshifteh Farahani, iranisch-französische Schauspielerin
- Valeska Grisebach, deutsche Filmemacherin (Teilnehmerin am Wettbewerb 2006)
- Radu Jude, rumänischer Filmemacher (Gewinner des Wettbewerbs 2021)
- Francine Maisler, US-amerikanische Casting-Regisseurin
- Carla Simón, spanische Filmemacherin (Gewinnerin des Wettbewerbs 2022)
- Johnnie To, chinesischer Filmemacher aus Hongkong (Teilnehmer am Wettbewerb 2008)

#### Filme
19 Filme konkurrierten im Wettbewerb um den Goldenen und die Silbernen Bären, darunter 18 Weltpremieren. Produktionen aus 19 Ländern waren vertreten, darunter Regiearbeiten von sechs Frauen.
| Filmtitel (Verweistitel)                                                             | Regie                        | Land                                        | Darsteller (Auswahl)                                                           |
| ------------------------------------------------------------------------------------ | ---------------------------- | ------------------------------------------- | ------------------------------------------------------------------------------ |
| 20.000 Arten von Bienen (20.000 especies de abejas / 20,000 Species of Bees)         | Estibaliz Urresola Solaguren | Spanien                                     | Sofía Otero, Patricia López Arnaiz, Ane Gabarain, Itziar Lazkano               |
| Art College 1994                                                                     | Liu Jian                     | Volksrepublik China                         | Animationsfilm                                                                 |
| Auf der Adamant (Sur l’Adamant / On the Adamant)                                     | Nicolas Philibert            | Frankreich, Japan                           | Dokumentarfilm                                                                 |
| Bai Ta Zhi Guang (The Shadowless Tower / Der schattenlose Turm)                      | Zhang Lu                     | Volksrepublik China                         | Xin Baiqing, Huang Yao, Tian Zhuangzhuang, Nan Ji, Wang Hongwei                |
| Bis ans Ende der Nacht (Till the End of the Night)                                   | Christoph Hochhäusler        | Deutschland                                 | Timocin Ziegler, Thea Ehre, Michael Sideris                                    |
| BlackBerry                                                                           | Matt Johnson                 | Kanada                                      | Jay Baruchel, Glenn Howerton, Matt Johnson, Cary Elwes, Saul Rubinek           |
| Disco Boy                                                                            | Giacomo Abbruzzese           | Frankreich, Belgien, Polen, Italien         | Franz Rogowski, Morr N’Diaye, Laëtitia Ky, Leon Lučev                          |
| Le grand chariot (The Plough)                                                        | Philippe Garrel              | Schweiz, Frankreich                         | Louis Garrel, Esther Garrel, Aurélien Recoing, Francine Bergé                  |
| Ingeborg Bachmann – Reise in die Wüste (Ingeborg Bachmann – Journey into the Desert) | Margarethe von Trotta        | Deutschland, Schweiz, Österreich, Luxemburg | Vicky Krieps, Ronald Zehrfeld, Tobias Resch, Basil Eidenbenz, Luna Wedler      |
| Irgendwann werden wir uns alles erzählen (Someday We’ll Tell Each Other Everything)  | Emily Atef                   | Deutschland                                 | Marlene Burow, Felix Kramer, Cedric Eich                                       |
| Limbo                                                                                | Ivan Sen                     | Australien                                  | Simon Baker, Rob Collins, Natasha Wanganeen, Nicholas Hope, Mark Coe           |
| Mal Viver (Bad Living)                                                               | João Canijo                  | Portugal, Frankreich                        | Anabela Moreira, Rita Blanco, Madalena Almeida, Cleia Almeida, Vera Barreto    |
| Manodrome                                                                            | John Trengove                | USA, Vereinigtes Königreich                 | Jesse Eisenberg, Adrien Brody, Odessa Young, Sallieu Sesay, Phil Ettinger      |
| Music                                                                                | Angela Schanelec             | Deutschland, Frankreich, Serbien            | Aliocha Schneider, Agathe Bonitzer, Marisha Triantafyllidou, Agyris Xafis      |
| Past Lives                                                                           | Celine Song                  | USA                                         | Greta Lee, Teo Yoo, John Magaro                                                |
| Roter Himmel (Afire)                                                                 | Christian Petzold            | Deutschland                                 | Thomas Schubert, Paula Beer, Langston Uibel, Enno Trebs, Matthias Brandt       |
| The Survival of Kindness (Das Überleben der Freundlichkeit)                          | Rolf de Heer                 | Australien                                  | Mwajemi Hussein, Deepthi Sharma, Darsan Sharma                                 |
| Suzume (Suzume no Tojimari)                                                          | Makoto Shinkai               | Japan                                       | Animationsfilm                                                                 |
| Tótem                                                                                | Lila Avilés                  | Mexiko, Dänemark, Frankreich                | Naíma Sentíes, Montserrat Marañón, Marisol Gasé, Saori Gurza, Teresita Sánchez |

### Berlinale Special Gala und Berlinale Series
In diesen Sektionen wurden Filme gezeigt, die außer Konkurrenz laufen. Eine erste Auswahl wurde am 20. Dezember 2022 bekannt gegeben. Am 11. Januar 2023 wurde mit dem Eröffnungsfilm der Berlinale ein weiteres Werk hinzugefügt. Weitere Titel wurden am 13. und 30. Januar 2023 bekanntgegeben.
Durch eine Kooperation mit dem US-amerikanischen Branchendienst Deadline sollte in der Sektion ab 2023 mit dem Berlinale Series Award ein Preis für die beste Serienproduktion vergeben werden. Eine dreiköpfige Jury entschied über den Gewinner. Die Berlinale war damit das erste A-Festival, das so eine Auszeichnung ausgelobt hatte.
Berlinale Special Gala
| Filmtitel (Verweistitel)                                    | Regie                    | Land                        | Darsteller (Auswahl) / Anmerkung                                                                 |
| ----------------------------------------------------------- | ------------------------ | --------------------------- | ------------------------------------------------------------------------------------------------ |
| Golda                                                       | Guy Nattiv               | Vereinigtes Königreich      | Helen Mirren, Camille Cottin, Liev Schreiber                                                     |
| Infinity Pool                                               | Brandon Cronenberg       | Kanada                      | Alexander Skarsgård, Mia Goth, Cleopatra Coleman                                                 |
| Kiss the Future                                             | Nenad Cicin-Sain         | USA, Irland                 | Dokumentarfilm                                                                                   |
| Loriots große Trickfilmrevue (Loriot’s Great Cartoon Revue) | Loriot, Peter Geyer      | Deutschland                 | Animationsfilm                                                                                   |
| #Manhole                                                    | Kazuyoshi Kumakiri       | Japan                       | Yuto Nakajima, Nao, Kento Nagayama                                                               |
| Seneca (Seneca – On the Creation of Earthquakes)            | Robert Schwentke         | Deutschland, Marokko        | John Malkovich, Louis Hofmann, Geraldine Chaplin, Lilith Stangenberg, Samuel Finzi               |
| She Came to Me (Eröffnungsfilm)                             | Rebecca Miller           | USA                         | Peter Dinklage, Anne Hathaway, Marisa Tomei, Joanna Kulig, Brian d’Arcy James                    |
| Sonne und Beton (Sun and Concrete)                          | David Wnendt             | Deutschland                 | Levy Rico Arcos, Vincent Wiemer, Rafael Klein-Heßling, Aaron Maldonado-Morales                   |
| Superpower                                                  | Sean Penn, Aaron Kaufman | USA                         | Dokumentarfilm über Wolodymyr Selenskyj vor und während des russischen Überfalls auf die Ukraine |
| Tár                                                         | Todd Field               | USA                         | Cate Blanchett, Nina Hoss, Noémie Merlant, Sophie Kauer                                          |
| L’ultima notte di Amore (Last Night of Amore)               | Andrea Di Stefano        | Italien                     | Pierfrancesco Favino, Linda Caridi, Antonio Gerardi, Francesco Di Leva                           |
| Boom! Boom! The World vs. Boris Becker                      | Alex Gibney              | Vereinigtes Königreich, USA | Dokumentarfilm über Boris Becker                                                                 |

Berlinale Special
| Filmtitel (Verweistitel)                                              | Regie | Land              | Anmerkungen |
| --------------------------------------------------------------------- | --- | ----------------- | --- |
| 100 Years of Disney Animation – a Shorts Celebration                  | Walt Disney, Dave Hand, Ben Sharpsteen, Lauren Jackson, Wilfred Jackson, Jack Hannah, Jon Kahrs, Brian Menz, Jacob Frey, Hillary Bradfield | USA               | Disney-Kurzfilme der Jahre 1922–2022                                                                              |
| Les innocents (The Innocents / Agnus Dei – Die Unschuldigen)          | Anne Fontaine | Frankreich, Polen | Wiederaufführung des Spielfilms aus dem Jahr 2016 zu Ehren der Berlinale-Kamera-Preisträgerin Caroline Champetier |
| Kill Boksoon                                                          | Byun Sung-hyun | Südkorea          | Jeon Do-yeon, Sol Kyung-gu, Kim Si-a, Esom, Koo Kyo-hwan                                                          |
| Laggiù qualcuno mi ama (Massimo Troisi: Somebody Down There Likes Me) | Mario Martone | Italien           | Dokumentarfilm über Massimo Troisi                                                                                |
| Love to Love You, Donna Summer                                        | Roger Ross Williams, Brooklyn Sudano | USA               | Dokumentarfilm über Donna Summer                                                                                  |
| Ming On (Mad Fate)                                                    | Soi Cheang | Hongkong, China   | Lam Ka Tung, Lokman Yeung, Berg Ng, Ng Wing Sze, Chan Charm Man Peter                                             |
| Talk to Me                                                            | Danny Philippou, Michael Philippou | Australien        | Sophie Wilde, Alexandra Jensen, Joe Bird, Otis Dhanji, Miranda Otto                                               |
| Der vermessene Mensch                                                 | Lars Kraume | Deutschland       | Leonard Scheicher, Girley Charlene Jazama, Peter Simonischek, Sven Schelker                                       |

Berlinale Series
Der erste Filmtitel für Berlinale Series wurde am 20. Dezember 2022 bekanntgegeben, die übrigen am 16. Januar 2023.
| Filmtitel (Verweistitel)   | Regie                                     | Land                            | Anmerkungen                                                                                  |
| -------------------------- | ----------------------------------------- | ------------------------------- | -------------------------------------------------------------------------------------------- |
| Agent                      | Nikolaj Lie Kaas                          | Dänemark                        | Esben Smed, Selma Sol í Dali Pape, Julie Agnete Vang, Nikolaj Coster-Waldau, Ulrich Thomsen  |
| Arkitekten (The Architect) | Kerren Lumer-Klabbers                     | Norwegen                        | Eili Harboe, Fredrik Stenberg D-S, Ingrid Unnur Giæver, Alexandra Gjerpen, Petronella Barker |
| Bad Behaviour              | Corrie Chen                               | Australien                      | Jana McKinnon, Markella Kavenagh, Yerin Ha, Erana James, Melissa Kahraman                    |
| Dahaad (Roar)              | Ruchika Oberoi                            | Indien                          | Sonakshi Sinha, Vijay Varma, Gulshan Devaiah, Sohum Shah                                     |
| The Good Mothers           | Julian Jarrold, Elisa Amoruso             | Vereinigtes Königreich, Italien | Gaia Girace, Valentina Bellè, Barbara Chichiarelli, Simona Distefano, Micaela Ramazzotti     |
| Der Schwarm (The Sworm)    | Barbara Eder, Luke Watson, Philipp Stölzl | Deutschland, Belgien            | Cécile de France, Alexander Karim, Leonie Benesch, Joshua Odjick                             |
| Spy/Master                 | Christopher Smith                         | Rumänien, Deutschland           | Alec Secăreanu, Parker Sawyers, Svenja Jung, Ana Ularu, Laurențiu Bănescu                    |
| Why Try to Change Me Now   | Dalei Zhang                               | Volksrepublik China             | Zijian Dong, Qing Hai, Tian Qiu, Baoshi Dong, Chen Zhang                                     |

### Encounters
In diesen Sektionen wurden ästhetisch und strukturell wagemutige Filmen von unabhängigen und aus Sicht der Festivalleitung innovativen Filmschaffenden gezeigt. Die Auswahl wurde am 23. Januar 2023 bekanntgegeben.
Die Jurymitglieder im Überblick:
- Dea Kulumbegaschwili (Georgien) – Filmemacherin
- Paolo Moretti (Italien) – Festivalprogrammer und Leiter der Filmabteilung der Ecole Cantonale d’Art de Lausanne (ECAL)
- Angeliki Papoulia (Griechenland) – Schauspielerin

| Filmtitel (Verweistitel)                                                                                  | Regie                           | Land                               | Darsteller (Auswahl)                                                                           |
| --- | ------------------------------- | ---------------------------------- | ---------------------------------------------------------------------------------------------- |
| Adentro mío estoy bailando (The Klezmer Project)                                                          | Leandro Koch, Paloma Schachmann | Argentinien, Österreich            | Leandro Koch, Paloma Schachmann                                                                |
| The Adults                                                                                                | Dustin Guy Defa                 | USA                                | Michael Cera, Hannah Gross, Sophia Lillis                                                      |
| El eco (The Echo / Das Echo)                                                                              | Tatiana Huezo                   | Mexiko, Deutschland                | Dokumentarfilm                                                                                 |
| Here | Bas Devos                       | Belgien                            | Stefan Gota, Liyo Gong                                                                         |
| Im toten Winkel (In the Blind Spot)                                                                       | Ayşe Polat                      | Deutschland                        | Katja Bürkle, Ahmet Varlı, Çağla Yurga, Aybi Era, Maximilian Hemmersdorfer                     |
| Клетка ищет птицу / Kletka ischtschet ptizu (The Cage is Looking for a Bird)                              | Malika Mussajewa                | Frankreich, Russland               | Chadischa Batajewa, Madina Akkijewa, Fatima Elschurkajewa, Rita Merschojewa, Magomed Alchastow |
| Mon pire ennemi (My Worst Enemy)                                                                          | Mehran Tamadon                  | Frankreich, Schweiz                | Zar Amir Ebrahimi                                                                              |
| Müanyag égbolt (White Plastic Sky)                                                                        | Tibor Bánóczki, Sarolta Szabó   | Ungarn, Slowakei                   | Tamás Keresztes, Zsófia Szamosi, Géza D. Hegedűs, Judit Schell, István Znamenák                |
| mul-an-e-seo (in water)                                                                                   | Hong Sang-soo                   | Südkorea                           | Shin Seok-ho, Ha Seong-guk, Kim Seung-yun                                                      |
| Mummola – Finnische Weihnachten (Mummola)                                                                 | Tia Kouvo                       | Finnland, Schweden                 | Ria Kataja, Elina Knihtilä, Leena Uotila, Tom Wentzel, Jarkko Pajunen                          |
| Le mura di Bergamo (The Walls of Bergamo)                                                                 | Stefano Savona                  | Italien                            | Dokumentarfilm                                                                                 |
| Orlando, meine politische Biographie (Orlando, ma biographie politique / Orlando, My Political Biography) | Paul B. Preciado                | Frankreich                         | Dokumentarfilm                                                                                 |
| Samsara                                                                                                   | Lois Patiño                     | Spanien                            | Amid Keomany, Toumor Xiong, Simone Milavanh, Mariam Vuaa Mtego, Juwairiya Idrisa Uwesu         |
| Східний фронт / Schidnyj front (Eastern Front)                                                            | Witali Manski, Jewhen Titarenko | Lettland, Tschechien, Ukraine, USA | Dokumentarfilm                                                                                 |
| Viver Mal (Living Bad)                                                                                    | João Canijo                     | Portugal, Frankreich               | Nuno Lopes, Leonor Silveira, Beatriz Batarda                                                   |
| Xue yun (Absence)                                                                                         | Wu Lang                         | Volksrepublik China                | Lee Kang-Sheng, Li Meng, Ren Ke, Liang Wanling                                                 |

### Panorama
Die Sektion Panorama zeigte eine Auswahl an Dokumentar- und Spielfilmen. Die ersten Titel wurden am 15. Dezember 2022 bekannt gegeben.
Spielfilme
| Filmtitel (Verweistitel)                                                 | Regie                         | Land                                        | Darsteller (Auswahl)                                                                                              |
| ------------------------------------------------------------------------ | ----------------------------- | ------------------------------------------- | --- |
| After                                                                    | Anthony Lapia                 | Frankreich                                  | Louise Chevillotte, Majd Mastoura, Natalia Wiszniewska                                                            |
| Al Murhaqoon                                                             | Amr Gamal                     | Jemen, Sudan, Saudi-Arabien                 | Khaled Hamdan, Abeer Mohammed, Samah Alamrani, Awsam Abdulrahman, Shahd Algonfedy                                 |
| All the Colours of the World Are Between Black and White                 | Babatunde Apalowo             | Nigeria                                     | Tope Tedela, Riyo David, Martha Ehinome Orhiere, Uchechika Elumelu, Floyd Anekwe                                  |
| La Bête dans la jungle (The Beast in the Jungle / Das Tier im Dschungel) | Patric Chiha                  | Frankreich, Belgien, Österreich             | Anaïs Demoustier, Tom Mercier, Béatrice Dalle, Martin Vischer, Sophie Demeyer                                     |
| El Castillo (The Castle)                                                 | Martín Benchimol              | Argentinien, Frankreich                     | Justina Olivo, Alexia Olivo                                                                                       |
| Drifter                                                                  | Hannes Hirsch                 | Deutschland                                 | Lorenz Hochhuth, Cino Djavid, Gustav Schmidt, Oscar Hoppe, Marie Tragousti                                        |
| Femme                                                                    | Sam H. Freeman, Ng Choon Ping | Vereinigtes Königreich                      | George MacKay, Nathan Stewart-Jarrett                                                                             |
| Ghaath (Ambush)                                                          | Chhatrapal Ninawe             | Indien                                      | Dhananjay Mandaokar, Milind Shinde, Jitendra Joshi, Janardan Kadam, Suruchi Adarkar                               |
| Green Night                                                              | Han Shuai                     | Hongkong, China                             | Fan Bingbing, Lee Joo-young, Kim Young-ho                                                                         |
| Hello Dankness                                                           | Soda Jerk                     | Australien                                  | Experimentalfilm                                                                                                  |
| Heroic (Heroico)                                                         | David Zonana                  | Mexiko, Schweden                            | Santiago Sandoval Carbajal, Fernando Cuautle, Mónica del Carmen, Esteban Caicedo                                  |
| Inside                                                                   | Vasilis Katsoupis             | Griechenland, Deutschland, Belgien          | Willem Dafoe |
| Das Lehrerzimmer (The Teachers’ Lounge)                                  | İlker Çatak                   | Deutschland                                 | Leonie Benesch, Leonard Stettnisch, Eva Löbau, Michael Klammer, Anne-Kathrin Gummich                              |
| Matria                                                                   | Álvaro Gago                   | Spanien                                     | María Vázquez, Santi Prego, Soraya Luaces, E.R. Cunha „Tatán“, Susana Sampedro                                    |
| Motståndaren (Opponent)                                                  | Milad Alami                   | Schweden                                    | Payman Maadi, Marall Nasiri, Björn Elgerd, Ardalan Esmaili                                                        |
| Passages                                                                 | Ira Sachs                     | Frankreich                                  | Franz Rogowski, Ben Whishaw, Adèle Exarchopoulos                                                                  |
| Perpetrator – Ein Teil von ihr (Perpetrator)                             | Jennifer Reeder               | USA                                         | Kiah McKirnan, Alicia Silverstone, Christopher Lowell, Melanie Liburd, Ireon Roach                                |
| Propriedade (Property)                                                   | Daniel Bandeira               | Brasilien                                   | Malu Galli, Zuleika Ferreira, Tavinho Teixeira, Samuel Santos, Edilson Silva                                      |
| Reality                                                                  | Tina Satter                   | USA                                         | Sydney Sweeney, Josh Hamilton, Marchánt Davis                                                                     |
| Sages-femmes (Midwives)                                                  | Léa Fehner                    | Frankreich                                  | Khadija Kouyaté, Héloïse Janjaud, Myriem Akheddiou, Quentin Vernede, Tarik Kariouh                                |
| Silver Haze                                                              | Sacha Polak                   | Niederlande, Vereinigtes Königreich         | Vicky Knight, Esmé Creed-Miles, Charlotte Knight, Archie Brigden, Angela Bruce                                    |
| Sira                                                                     | Apolline Traoré               | Burkina Faso, Frankreich                    | Nafissatou Cissé, Mike Danon, Lazare Minoungou, Nathalie Vairac, Ruth Werner                                      |
| Die Sirene (La Sirène / The Siren)                                       | Sepideh Farsi                 | Frankreich, Deutschland, Luxemburg, Belgien | Animationsfilm |
| Sisi & Ich                                                               | Frauke Finsterwalder          | Deutschland, Schweiz, Österreich            | Sandra Hüller, Susanne Wolff, Georg Friedrich, Stefan Kurt, Sophie Hutter                                         |
| Stille Liv (The Quiet Migration)                                         | Malene Choi                   | Dänemark                                    | Cornelius Won Riedel-Clausen, Bjarne Henriksen, Bodil Jørgensen, Clara Thi Thanh Heilmann Jensen, Dawid Ściupidro |
| Ty mene lubysh? (Do You Love Me?)                                        | Tonia Noyabrova               | Ukraine, Schweden                           | Karyna Khymchuk, Maksym Myhayilychenko, Natalia Lazebnikova, Oleksandr Zhyla, Daria Palagnyuk                     |

Dokumentarfilme
| Filmtitel (Verweistitel)                              | Regie                                       | Land                               | Anmerkungen |
| ----------------------------------------------------- | ------------------------------------------- | ---------------------------------- | --- |
| Au cimetière de la pellicule (The Cemetery of Cinema) | Thierno Souleymane Diallo                   | Frankreich, Senegal, Guinea, Saudi | Dokumentarfilm über das filmhistorische Erbe und die Geschichte Guineas |
| And, Towards Happy Alleys                             | Sreemoyee Singh                             | Indien                             | Porträt über den Kampf iranischer Frauen gegen Unterdrückung |
| The Eternal Memory                                    | Maite Alberdi                               | Chile                              | Augusto Góngora, Paulina Urrutia als sie selbst. Porträt über den an Alzheimer erkrankten chilenischen Journalisten Augusto Góngora                                                                                                |
| Iron Butterflies                                      | Roman Liubyi                                | Ukraine, Deutschland               | Dokumentarfilm über den Abschuss von Malaysia-Airlines-Flug 17 |
| Joan Baez: I Am a Noise                               | Karen O’Connor, Miri Navasky, Maeve O’Boyle | USA                                | Porträt von Joan Baez |
| Kokomo City                                           | D. Smith                                    | USA                                | Dokumentarfilm über vier Schwarze trans* Sexarbeiterinnen |
| Stams                                                 | Bernhard Braunstein                         | Österreich                         | Dokumentarfilm über die Internatsschule für SchisportlerInnen Stams |
| Transfariana                                          | Joris Lachaise                              | Frankreich, Kolumbien              | Liebesgeschichte zwischen einer ehemaligen trans* Sexarbeiterin und einem FARC-Rebellen in einem kolumbianischen Gefängnis führt zu einer solidarischen Allianz zwischen trans* Aktivist*innen und entwaffneten FARC-Kämpfer*innen |
| Under the Sky of Damascus                             | Heba Khaled, Talal Derki, Ali Wajeeh        | Dänemark, Deutschland, USA, Syrien | Theaterprojekt über die Gewalterfahrungen von syrischen Frauen |

### Forum

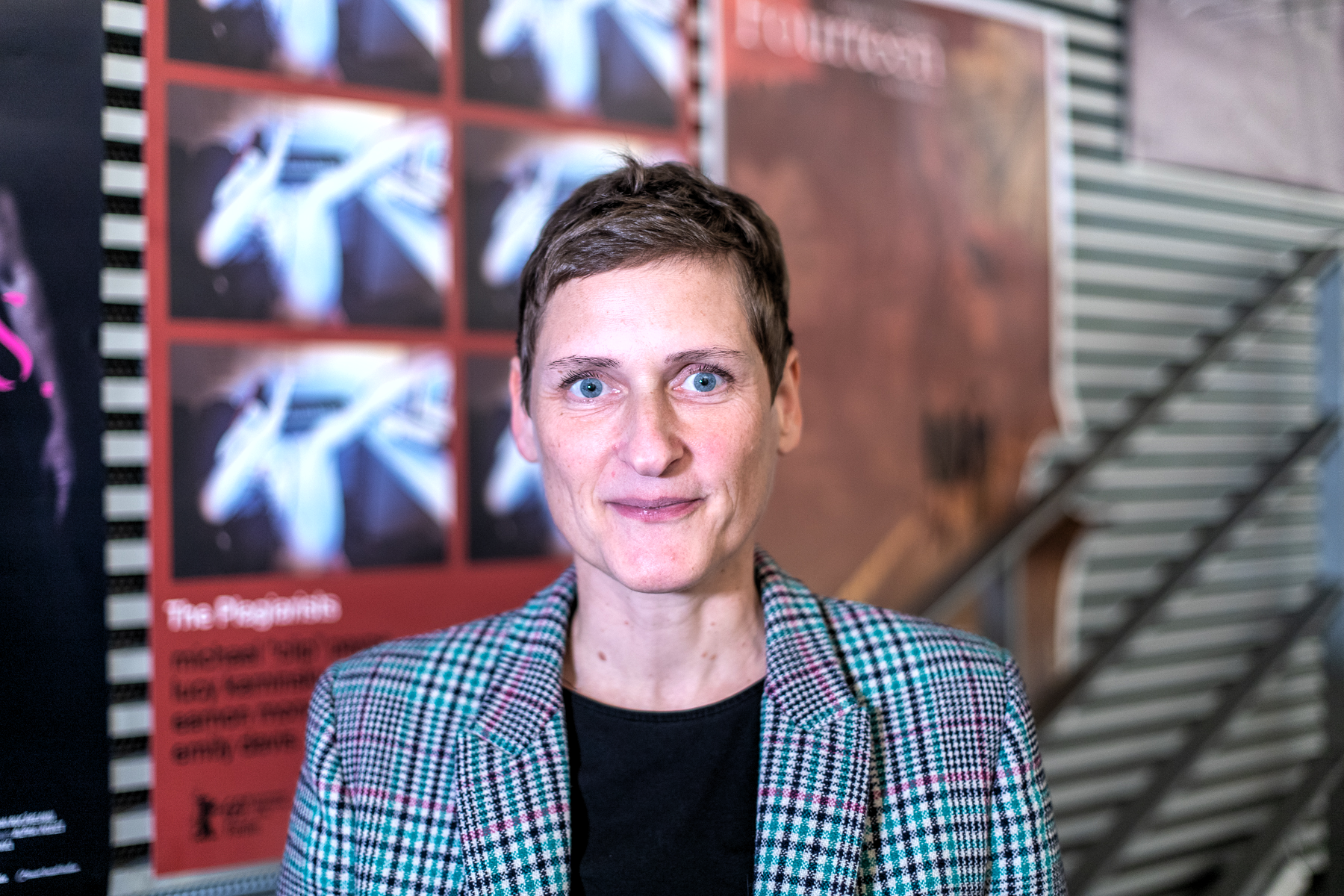
Cristina Nord (2019)

Bei der Auflage 2023 wurde Sektionsleiterin Cristina Nord letztmals für das Forum tätig. Nach einem vierjährigen Sonderurlaub wird sie ab 1. Juli 2023 zum Goethe-Institut zurückkehren und die Leitung dessen Instituts in Nairobi übernehmen.
Die ersten acht Titel wurden am 20. Dezember 2022 bekanntgegeben. Die Spielfilme konnte man grob in zwei Gruppen einteilen: Zum einen die, die das Absurde zeigen, zum anderen die, die in Kameraführung und Montage große Ruhe beweisen, ihre Narrationen entschlackten und auf dramatische Wendungen verzichteten.
| Filmtitel (Verweistitel)                             | Regie                       | Land                                             | Darsteller (Auswahl) / Anmerkung |
| ---------------------------------------------------- | --------------------------- | ------------------------------------------------ | --- |
| Allensworth                                          | James Benning               | USA, 2022                                        | Dokumentarfilm. In der ersten selbstverwalteten afroamerikanischen Gemeinde Kaliforniens finden sich Spuren einer schwarzen Kulturgeschichte.                                                                |
| Anqa                                                 | Helin Çelik                 | Österreich, Spanien, 2023                        | Dokumentarfilm. Drei Frauen aus Jordanien haben Gewalt von Männern nur knapp überlebt. |
| Arturo a los 30 (About Thirty)                       | Martin Shanly               | Argentinien, 2023                                | Martín Shanly, Camila Dougall, Julia Azcurra, Ivo Colonna Olsen, Paul Grinszpan |
| Being in a Place – A Portrait of Margaret Tait       | Luke Fowler                 | Vereinigtes Königreich, 2022                     | Dokumentarfilm. Porträt der schottischen Dichterin und Filmemacherin Margaret Tait. |
| The Bride                                            | Myriam U. Birara            | Ruanda, 2023                                     | Sandra Umulisa, Aline Amike, Daniel Gaga, Fabiola Mukasekuru, Beatrice Mukandayishimiye |
| Cidade Rabat                                         | Susana Nobre                | Portugal, Frankreich, 2023                       | Raquel Castro, Paula Bárcia, Paula Só, Sara de Castro, Laura Afonso |
| Concrete Valley                                      | Antoine Bourges             | Kanada, 2022                                     | Hussam Douhna, Amani Ibrahim, Abdullah Nadaf, Lynn Nanume |
| Dearest Fiona                                        | Fiona Tan                   | Niederlande, 2023                                | Experimentalfilm |
| De Facto                                             | Selma Doborac               | Österreich, Deutschland, 2023                    | Dokumentarfilm. Wie kann sich Kino mit extremer Gewalt und Staatsterror auseinandersetzen, ohne damit gemeinsame Sache zu machen?                                                                            |
| O estranho (The Intrusion)                           | Flora Dias, Juruna Mallon   | Frankreich, Brasilien, 2023                      | Larissa Siqueira, Antonia Franco, Rômulo Braga, Patrícia Saravy, Thiago Calixto |
| Le Gang des Bois du Temple (The Temple Woods Gang)   | Rabah Ameur-Zaïmeche        | Frankreich, 2022                                 | Régis Laroche, Philippe Petit, Marie Loustalot, Kenji Meunier, Salim Ameur-Zaïmeche |
| Gehen und Bleiben (Leaving and Staying)              | Volker Koepp                | Deutschland, 2023                                | Dokumentarfilm. Begegnungen mit Leserinnen und Lesern sowie Menschen aus dem Umfeld des Schriftstellers Uwe Johnson an dessen Lebensorten.                                                                   |
| Horse Opera                                          | Moyra Davey                 | USA, 2022                                        | Experimentalfilm |
| Între revoluții (Between Revolutions)                | Vlad Petri                  | Rumänien, Kroatien, Katar, Iran, 2023            | Dokumentarfilm. Ein semi-fiktionaler Briefwechsel zweier Frauen mit parallelisierten Lebensläufen im Iran und in Rumänien. Victoria Stoiciu, Ilinca Harnut                                                   |
| Ishi ga aru (There Is a Stone)                       | Tatsunari Ota               | Japan, 2022                                      | An Ogawa, Tsuchi Kanou |
| Jaii keh khoda nist (Where God Is Not)               | Mehran Tamadon              | Frankreich, Schweiz, 2023                        | Dokumentarfilm. Drei ehemalige politische Häftlinge aus dem Iran reenacten, wie sie einst verhört und gefoltert wurden.                                                                                      |
| El juicio (The Trial)                                | Ulises de la Orden          | Argentinien, Italien, Frankreich, Norwegen, 2023 | Dokumentarfilm über das Ende der argentinischen Militärdiktatur |
| Llamadas desde Moscú (Calls from Moscow)             | Luís Alejandro Yero         | Kuba, Deutschland, Norwegen, 2023                | Dokumentarfilm. Russlands Angriff auf die Ukraine verändert die Lebensperspektive von vier jungen Menschen aus Kuba.                                                                                         |
| Mammalia                                             | Sebastian Mihăilescu        | Rumänien, Polen, Deutschland, 2023               | István Téglás, Mălina Manovici, Denisa Nicolae, Steliana Bălăcianu, Rolando Matsangos |
| Notre corps (Our Body)                               | Claire Simon                | Frankreich, 2023                                 | Dokumentarfilm darüber, was es bedeutet, in einem weiblichen Körper zu leben. |
| Or de vie (A Golden Life)                            | Boubacar Sangaré            | Burkina Faso, Benin, Frankreich, 2023            | Dokumentarfilm. Junge Männer in Burkina Faso suchen unter der Erde nach Gold und einer besseren Zukunft. |
| Poznámky z Eremocénu (Notes from Eremocene)          | Viera Čákanyová             | Slowakei, Tschechien, 2023                       | Essayfilm |
| El rostro de la medusa (The Face of the Jellyfish)   | Melisa Liebenthal           | Argentinien, 2022                                | Rocío Stellato, Irene Bosch, Vladimir Durán, Federico Sack, Alicia Labraga |
| Subete no Yoru wo Omoidasu (Remembering Every Night) | Yui Kiyohara                | Japan, 2022                                      | Kumi Hyōdō, Minami Ohba, Ai Mikami, Guama Uchida, Tadashi Okuno |
| This Is the End                                      | Vincent Dieutre             | Frankreich, 2023                                 | Dokumentarfilm. Roadtrips durch Los Angeles, berühmte Verse in der Poetry Lounge und Liebe in Zeiten der Pandemie. Dino Koutsolioutsos, Vincent Dieutre, Eva Truffaut, Jean-Marc Barr, Nelson Bourrec Carter |
| Unutma Biçimleri (Forms of Forgetting)               | Burak Çevik                 | Türkei, 2023                                     | Erdem Şenocak, Nesrin Uçarlar |
| Uriwa sanggwaneopsi (Regardless of Us)               | Yoo Heong-jun               | Südkorea, 2023                                   | Cho Hyunjin, Cho Soyeon, Kwak Minkyu, Kim Misook, Choi Sungwon |
| W Ukrainie (In Ukraine)                              | Piotr Pawlus, Tomasz Wolski | Polen, Deutschland, 2023                         | Dokumentarfilm. Realität, in der die Ukraine seit dem 24. Februar 2022 lebt, jenseits bekannter Kriegsbilder.                                                                                                |

### Forum Expanded
Ala Younis und Ulrich Ziemons leiteten seit Herbst 2021 gemeinsam die Sektion Forum Expanded.
Die 34 Arbeiten aus 20 Ländern beschäftigten sich mit persönlichen und politischen Vermächtnissen. Häufig sind sie zerbrochen. Sie wurden in den Forum Expanded-Kinos und in der Betonhalle des Silent Green (Gruppenausstellung) gezeigt. Außerdem widmet sich die Galerie SAVVY Contemporary dem Filmkollektiv Yugantar und in der kanadischen Botschaft in Berlin lud Laakkuluk Williamson Bathory mit ihrem VR-Video Tartupaluk (Prototype) auf eine Reise in den gleichnamigen Inselstaat im arktischen Norden zwischen Kanada und Grönland ein.
Die Titel der Filme und Installationen wurden am 16. Januar 2023 bekanntgegeben.

#### Forum Expanded Gruppenausstellung im Silent Green
| Filmtitel (Verweistitel)                                     | Regie                       | Land und Jahr                                            | Darsteller (Auswahl) / Bemerkungen |
| ------------------------------------------------------------ | --------------------------- | -------------------------------------------------------- | --- |
| Achala                                                       | Tenzin Phuntsog             | USA, 2022                                                | Nachrichten zwischen der Mutter des Künstlers und ihrer Schwester in Tibet. Wie tauscht man sich aus, wenn die Kommunikation staatlich überwacht wird. |
| Borrowing a Family Album                                     | Tamer El Said               | Ägypten, 2023                                            | Fremdes Amateurfilmmaterial wird benutzt, um die Erinnerung an ein verlorenes Geschwisterkind zurückzugewinnen. |
| Dancing Boy                                                  | Tenzin Puntsog              | USA, 2022                                                | In einem tibetischen Haus tanzt ein Kind ausgelassen zu einem zeitgenössischen tibetischen Lied. |
| Dreams                                                       | Tenzin Puntsog              | USA, 2022                                                | Eine persönliche Erinnerung Puntsogs: Seine Eltern liegen auf einer schmalen Matratze auf dem Boden, ähnlich jener, auf der sie zu Beginn ihrer Immigration in den Westen schliefen.                                                                                                |
| Pala Amala (Father Mother) (Vater Mutter)                    | Tenzin Puntsog              | USA, 2022                                                | Gedreht mit den Eltern des Künstlers, die als Kinder in den 1960er-Jahren aus Tibet flohen: Formen der Fürsorge, Sprache, Heimat und Identität werden thematisiert |
| Revolver                                                     | Crystal Z Campbell          | USA, 2022                                                | Eine Nachfahrin der Exoduster (Afroamerikanerinnen und Afroamerikaner, die Ende des 19. Jahrhunderts im Mittleren Westen der USA neue Existenzen gründeten) berichtet von traum- und visionsartigen Zugriffen auf die Erlebnisse ihrer Vorfahrinnen und Vorfahren. Mit Angela Bates |
| Summer Grass                                                 | Tenzin Puntsog              | USA, 2022                                                | Ein seltener Einblick in den Alltag eines tibetischen Yakhirten, der sich mit Familienmitgliedern austauscht, von denen er seit über 40 Jahren getrennt lebt. |
| Time Tunnel: Takahiko limura at Kino Arsenal, 18. April 1973 | Takahiko Iimura             | Japan, USA, 1973                                         | Installation von Videos, die an den im Juli 2022 verstorbenen japanischen Avantgarde-Pionier erinnern. |
| Zumich                                                       | Taus Osmanowna Machatschewa | Vereinigte Arabische Emirate, Russische Föderation, 2023 | Der Film stellt die Frage: Wer hat Anspruch auf die Erinnerung an Machatschewas Großvater, einen bekannten sowjetischen Dichter? |

### Forum Special
Die Filmreihe Fiktionsbescheinigung, die schon 2021 und 2022 im Berlinale Forum zu sehen war, umfasste zehn Kurz- und Langfilme. Sie beschäftigte sich mit der Frage, welche Bezüge es zwischen Kultur (und Kino im Besonderen), Gesellschaft und Rassismus gibt. Sie brachte internationale Perspektiven ein und widmete sich den Werken von schwarzen sowie People-of-Color-Regisseuren in Deutschland.
Kuratorin war Jacqueline Nsiah, Kurator Can Sungu.
Die Filmtitel wurden am 13. Januar 2023 bekanntgegeben.
Filme der Filmreihe Fiktionsbescheinigung:
| Filmtitel (Verweistitel)                                       | Regie                | Land                      | Darsteller (Auswahl) / Bemerkungen |
| -------------------------------------------------------------- | -------------------- | ------------------------- | --- |
| Aufenthaltserlaubnis                                           | Antonio Skármeta     | Deutschland, 1978         | Nach Francos Tod, Idi Amins Flucht und dem Sturz des Schahs hat der chilenische Schriftsteller Antonio Skármeta in seinem Berliner Exil Grund zum Feiern.                                                             |
| Ein Herbst im Ländchen Bärwalde                                | Gautam Bora          | DDR, 1983                 | Dokumentarfilm. Arbeitsalltag und Lebensperspektiven einer Bauernfamilie aus Brandenburg werden von dem indischen Regisseur dokumentiert. Eine umgekehrte Ethnographie, die die DDR-Landwirtschaft realistisch zeigt. |
| Der Kampf um den heiligen Baum (The Battle of the Sacred Tree) | Wanjiru Kinyanjui    | Deutschland, 1995         | Margaret Nyacheo, Catherine Kariuki, Roslynn Kimani, Titi Wainaina, Ben Ateku |
| Kara Kafa (Black Head)                                         | Korhan Yurtsever     | Türkei, 1979              | Betül Aşçıoğlu, Savaş Yurttaş, Cüneyt Kaymak, Özlem Güler, Macit Flordun |
| A Lover & Killer of Colour                                     | Wanjiru Kinyanjui    | Deutschland, 1988         | Alida Babel |
| Man Sa Yay (I, Your Mother)                                    | Safi Faye            | Deutschland, 1980         | Alltagserfahrungen eines senegalesischen Studenten in Westberlin. Moussa J. Sarr, Yay Sokhna, Yvonne Nafi |
| Mein Vater, der Gastarbeiter                                   | Yüksel Yavuz         | Deutschland, 1995         | Dokumentarfilm. Der Regisseur porträtiert seinen Vater. Dieser wurde nie in Deutschland heimisch. Nach 15 Jahren ging er zurück in seine Heimat, die Kinder blieben in Deutschland                                    |
| Onun Haricinde, İyiyim (Other than That, I’m Fine)             | Eren Aksu            | Deutschland, Türkei, 2020 | Seda Güngör, Ruth Hornemann, Dilan GeZaza, Gizem Özbek, Oğuzhan Okumuş |
| Ordnung (All in Order)                                         | Sohrab Shahid Saless | Deutschland, 1980         | Heinz Lieven, Dorothea Moritz, Ingrid Domann, Peter Schütze, Dagmar Hessenland |
| Oyoyo                                                          | Chetna Vora          | DDR, 1980                 | Dokumentarfilm. Studierende in der DDR aus Kuba, Guinea-Bissau, Chile und der Mongolei in ihrem Wohnheim. |

Weitere Filme im Forum Special:
| Filmtitel (Verweistitel)         | Regie                      | Land            | Darsteller (Auswahl) / Bemerkungen |
| -------------------------------- | -------------------------- | --------------- | --- |
| I Heard It through the Grapevine | Dick Fontaine              | USA, 1982       | Dokumentarfilm. James Baldwin kehrt zurück an zentrale Orte des Protests der Bürgerrechtsbewegung im Süden der USA. James Baldwin, David Baldwin, Amiri Baraka, Chinua Achebe |
| A Rainha Diaba (The Devil Queen) | Antonio Carlos da Fontoura | Brasilien, 1973 | Milton Gonçalves, Stepan Nercessian, Odete Lara, Nelson Xavier, Wilson Grey                                                                                                   |

### Berlinale Shorts
In der Reihe Berlinale Shorts wurden Spiel-, Dokumentar-, Experimental- und Animationsfilme gezeigt.
Neben dem Goldenen Bär für den besten Kurzfilm und dem Silbernen Bär vergab die Jury eine Nominierung für den Europäischen Kurzfilmpreis.
Die 20 Beiträge des Kurzfilmwettbewerbs wurden am 13. Januar 2023 bekannt gegeben.
Das Programm wurde von Anna Henckel-Donnersmarck kuratiert.
Die Jurymitglieder im Überblick:
- Cătălin Cristuțiu (Rumänien) – Filmeditor
- Sky Hopinka (USA) – Künstler, Angehöriger der Ho-Chunk Nation/Pechanga Band of Luiseño Indians
- Isabelle Stever (Deutschland) – Filmemacherin

| Filmtitel (Verweistitel)                                             | Regie                              | Land                           | Darsteller / Anmerkung                                                             | Länge (in min.) |
| -------------------------------------------------------------------- | ---------------------------------- | ------------------------------ | ---------------------------------------------------------------------------------- | --------------- |
| 8                                                                    | Anaïs-Tohé Commaret                | Frankreich                     | Fatime Coulibaly, Adiara Coulibaly, Foussein Coulibaly, Emma Gonzales-Commaret     |                 |
| Back                                                                 | Yazan Rabé                         | Niederlande                    | Dokumentarfilm                                                                     |                 |
| Les chenilles                                                        | Michelle Keserwany, Noel Keserwany | Frankreich                     | Masa Zaher, Noel Keserwany                                                         |                 |
| Eeva                                                                 | Morten Tšinakov, Lucija Mrzljak    | Estland, Kroatien              | Animationsfilm                                                                     |                 |
| From Fish to Moon                                                    | Kevin Contento                     | USA                            | Jean Voltaire, Sue, Nestor, Greg                                                   |                 |
| Happy Doom                                                           | Billy Roisz                        | Österreich                     | Dokumentarfilm                                                                     |                 |
| La herida luminosa Daydreaming So Vividly About Our Spanish Holidays | Christian Avilés                   | Spanien                        | Sam Zeitlin, Julia Foss, Dina Serra, Clara Sans, Lily Roberts                      |                 |
| It’s a Date                                                          | Nadia Parfan                       | Ukraine                        | Diana Berg, Olena “Tiger”                                                          |                 |
| Jill, Uncredited                                                     | Anthony Ing                        | Vereinigtes Königreich, Kanada | Dokumentarfilm, Jill Goldston                                                      |                 |
| A Kind of Testament                                                  | Stephen Vuillemin                  | Frankreich                     | Animationsfilm                                                                     |                 |
| Marungka tjalatjunu (Dipped in Black)                                | Matthew Thorne, Derik Lynch        | Australien                     | Dokumentarfilm                                                                     |                 |
| As miçangas (The Beads) (Perlen)                                     | Rafaela Camelo, Emanuel LavorJoung | Brasilien                      | Pâmela Germano, Tícia Ferraz, Karine Teles                                         |                 |
| Mwanamke Makueni (A Woman in Makueni) (Eine Frau in Makueni)         | Daria Belova, Valeri Aluskina      | Deutschland                    | Peter Oluoko, Mary Wanjuku Wambua, Beatrice Nafula, Nancy Syombuak, Daniel Kitonga |                 |
| Nuits Blances (Sleepless Nights) (Schlaflose Nächte)                 | Donatienne Berthereau              | Frankreich                     | Solène Salvat, Léa Schweitzer, Nans Laborde-Jourdàa, Badis Behi                    |                 |
| Ours (Bear) (Bär)                                                    | Morgane Frund                      | Schweiz                        | Dokumentarfilm                                                                     |                 |
| Quin Mi (Daughter and Son)                                           | Cheng Yu                           | Volksrepublik China            |                                                                                    |                 |
| Terra Mater – Mother Land                                            | Kantarama Gahigiri                 | Ruanda, Schweiz                | Cheryl Isheja                                                                      |                 |
| The Veiled City                                                      | Natalie Cubides-Brady              | Vereinigtes Königreich         | Dokumentarfilm                                                                     |                 |
| The Waiting (Das Warten)                                             | Volker Schlecht                    | Deutschland                    | Dokumentarfilm, Animationsfilm                                                     |                 |
| Wo De Peng You (All Tomorrow’s Parties)                              | Zhang Dalei                        | Volksrepublik China            | Zhou Xun, Wang Yibo, Zhang Chen, Zhang Huilin                                      |                 |

### Generation
Diese Berlinale-Sektion zeigte für Kinder und Jugendliche geeignete internationale Filmproduktionen. Ab 1. September 2022 übernahm Sebastian Markt die Sektionsleitung der Generation und trat damit die Nachfolge von Maryanne Redpath an. Er hatte seit 2013 an der Sektion mitgearbeitet und war zuletzt als Head of Programming für das Langfilmprogramm zuständig. Ihm zur Seite stand Melika Gothe, die sich in einer neu geschaffenen Position um den Bereich der filmkulturellen Bildung kümmerte. Sie gehört seit 2014 zum Team der Generation und war zuletzt als Assistentin Redpaths für Projektkoordination zuständig.
Erste Beiträge wurden am 15. Dezember 2022 präsentiert, weitere am 18. Januar 2023.

#### Langfilme (Generation Kplus und Generation 14plus)
| Filmtitel (Verweistitel)                                                                        | Regie                                                        | Land                                                                                     | Darsteller/Anmerkung |
| ----------------------------------------------------------------------------------------------- | ------------------------------------------------------------ | ---------------------------------------------------------------------------------------- | --- |
| Aatmapamphlet (Autobio-Pamphlet)                                                                | Ashish Avinash Bende                                         | Indien, 2023                                                                             | Om Bendkhale, Pranjali Shrikant, Chetan Wagh, Manas Tondwalkar, Khushi Hajare |
| Adolfo                                                                                          | Sofía Auza                                                   | USA, Mexiko, 2023                                                                        | Juan Daniel García Treviño, Rocío de la Mañana |
| Almamula                                                                                        | Juan Sebastian Torales                                       | Frankreich, Argentinien, Italien, 2023                                                   | Nicolás Díaz, Martina Grimaldi, María Soldi, Cali Coronel, Luisa Lucía Paz |
| L’Amour du Monde (Longing for the World)                                                        | Jenna Hasse                                                  | Schweiz, 2023                                                                            | Clarisse Moussa, Esin Demircan, Marc Oosterhoff |
| And the King Said, What a Fantastic Machine                                                     | Axel Danielson, Maximilien Van Aertrych                      | Schweden, Dänemark, 2023                                                                 | Dokumentarfilm. Collagen aus Archivaufnahmen, Amateurvideos, Live-Streaming-Material und Privatdokus zeigen, was (oder wer) am Werk ist, wenn ein Abbild unserer Realität erzeugt wird.                                                    |
| Cinderella                                                                                      | Walt Disney, Wilfred Jackson, Clyde Geronimi, Hamilton Luske | USA, 1950                                                                                | Restaurierte Fassung des Animationsfilmklassikers Cinderella von Walt Disney. |
| Dancing Queen                                                                                   | Anrora Gossé                                                 | Norwegen, 2023                                                                           | Liv Elvira Kippersund Larsson, Cengiz Al, Anne Marit Jacobsen, Anders Baasmo, Andrea Bræin Hovig |
| Desperté con un sueño (I Woke Up With a Dream) (Auch wenn ich nicht viel sage)                  | Pablo Solarz                                                 | Argentinien, Uruguay, 2022                                                               | Lucas Ferro, Romina Peluffo, Mirella Pascual, Mariana Smilevitz, Ema Sena |
| Marys magische Reise (A Greyhound of a Girl)                                                    | Enzo D’Alò                                                   | Luxemburg, Italien, Irland, Vereinigtes Königreich, Lettland, Estland, Deutschland, 2023 | Mia O’Connor, Charlene McKenna, Brendan Gleeson, Sharon Horgan, Rosaleen Linehan |
| Ha’Mishlahat (Delegation)                                                                       | Asaf Saban                                                   | Israel, Polen, Deutschland, 2023                                                         | Neomi Harari, Yoav Bavly, Leib Lev Levin, Ezra Dagan, Alma Dishy |
| Helt super                                                                                      | Rasmus A. Sivertsen                                          | Norwegen, 2022                                                                           | Animationsfilm |
| Hummingbirds                                                                                    | Silvia Del Carmen Castaños, Estefanía „Beba“ Contreras       | USA, 2023                                                                                | Dokumentarfilm. Nahe der mexikanischen Grenze, in Texas, durchtanzen Silvia und Beba lange Sommernächte. Doch Heimat ist kein tragfähiger Begriff, die Einbürgerung im politisch gespaltenen Amerika stockt.                               |
| Kiddo                                                                                           | Zara Dwinger                                                 | Niederlande, 2023                                                                        | Rosa van Leeuwen, Frieda Barnhard |
| Madden                                                                                          | Malin Ingrid Johannson                                       | Schweden, 2022                                                                           | Irma Hallberg, Theodora Alm Norell, Maria Alm Norell, Mathias Olofsson |
| Mimi (She-Hero)                                                                                 | Mira Fornay                                                  | Slowakei, 2023                                                                           | Rozmarína Willems, Cyprián Šulej |
| Míng tian bi zuo tian chang jiu (Tomorrow Is a Long Time)                                       | Jow Zhi Wei                                                  | Singapur, Taiwan, Frankreich, Portugal, 2023                                             | Leon Dai, Edward Tan |
| Mutt                                                                                            | Vuk Lungulov-Klotz                                           | USA, 2023                                                                                | Lio Mehiel, Cole Doman, MiMi Ryder, Alejandro Goic |
| Le Paradis (The Lost Boys)                                                                      | Zeno Graton                                                  | Belgien, Frankreich, 2023                                                                | Khalil Ben Gharbia, Julien de Saint Jean |
| Le proprietà dei metalli (The Properties of Metals)                                             | Antonio Bigini                                               | Italien, 2023                                                                            | Martino Zaccara, Edoardo Marcucci, David Pasquesi, Antonio Buil Pueyo |
| Ramona                                                                                          | Victoria Linares Villegas                                    | Dominikanische Republik, 2023                                                            | Dokumentarfilm. Camila ist 15, Schauspielerin, schwanger und kommt aus einer wohlhabenden Familie in Santo Domingo. Sie will mit schwangeren Teenagern reden, die schnell ins Zentrum des Films rücken und ihm eine andere Richtung geben. |
| Shen Hai (Deep Sea)                                                                             | Tian Xiaopeng                                                | Volksrepublik China, 2023                                                                | Animationsfilm Wang Tingwen, Su Xin |
| Sica                                                                                            | Carla Subirana                                               | Spanien, 2023                                                                            | Thais García Blanco, Núria Prims, Marco Antonio Florido Añón, María Villaverde Ameijeiras |
| Sweet As                                                                                        | Jub Clerc                                                    | Australien, 2022                                                                         | Shantae Barnes-Cowan, Mark Coles Smith, Tasma Walton, Carlos Sanson Jr. |
| Wann wird es endlich wieder so, wie es nie war (When Will It Be Again Like It Never Was Before) | Sonja Heiss                                                  | Deutschland, 2023                                                                        | Arsseni Bultmann, Pola Geiger, Casper von Bülow, Laura Tonke, Devid Striesow |
| Ми не згаснемо / My ne sgasnemo (We Will Not Fade Away)                                         | Alissa Kowalenko                                             | Ukraine, Frankreich, Polen, 2023                                                         | Dokumentarfilm. Bei einer kurzen Himalaja-Expedition erkennen fünf Jugendliche aus dem umkämpften Donbas trotz allem die zerbrechliche Schönheit des Lebens.                                                                               |
| Zeevonk (Sea Sparkle)                                                                           | Domien Huyghe                                                | Belgien, Niederlande, 2023                                                               | Saar Rogiers, Dunia Elwaleed, Sverre Rous, Valentijn Dhaenens, Hilde De Baerdemaeker |

#### Kurzfilme (Generation Kplus und Generation 14plus)
| Filmtitel (Verweistitel)                                                        | Regie                                 | Land                                           | Anmerkung                                                                                            |
| ------------------------------------------------------------------------------- | ------------------------------------- | ---------------------------------------------- | --- |
| Aaaah !                                                                         | Osman Cerfon                          | Frankreich                                     | Animationsfilm                                                                                       |
| Antes de Madrid (Before Madrid)                                                 | Ilén Juambeltz, Nicolás Botana        | Uruguay, 2022                                  | Alejo Martínez, Agustina Castaño                                                                     |
| Closing Dynasty                                                                 | Lloyd Lee Choi                        | USA, 2023                                      | Milinka Winata, Eleven Lee, Allen Chen                                                               |
| Crushed                                                                         | Ella Rocca                            | Schweiz, 2022                                  | Dokumentarfilm                                                                                       |
| Darvazeye royaha (Dreams’ Gate)                                                 | Negin Ahmadi                          | Iran, Norwegen, Frankreich, 2023               | Dokumentarfilm                                                                                       |
| Deniska umřela (Dede is Dead)                                                   | Philippe Kastner                      | Tschechien, 2023                               | Animationsfilm                                                                                       |
| De songes au songe d’un autre miroir (Of Dreams in the Dream of Another Mirror) | Yunyi Zhu                             | Frankreich, 2023                               | Dokumentarische Form. Blinde erzeugen Bilder auf andere Weise – mit Tönen, Texturen und Erfahrungen. |
| Entre deux sœurs (To Be Sisters)                                                | Anne-Sophie Gousset, Clément Céard    | Frankreich                                     | Animationsfilm                                                                                       |
| Gaby les collines (Gaby’s Hills)                                                | Zoé Pelchat                           | Kanada, 2023                                   | Lou Thompson, Gaspard Chartrand, Emmanuel Bilodeau, Catherine De Léan                                |
| Gösta Petter-Iand (George-Peterland)                                            | Christer Wahlberg                     | Schweden, 2023                                 | Animationsfilm                                                                                       |
| Hito                                                                            | Stephen Lorenz                        | Philippinen, 2023                              | Kyrie Allison Samodio, Junjun Quintana, Bor Ocampo, Ina Azarcon-Bolivar, Maricel Sombrio             |
| Huo jian fa she shi (When a Rocket Sits on the Launch Pad)                      | Bohao Liu                             | Volksrepublik China, USA, 2023                 | Dokumentarfilm. Im Basketballcamp spricht die 15-jährige Fang über ihre Träume.                      |
| Incroci                                                                         | Francesca de Fusco                    | USA, Italien, 2023                             | Eleonora De Luca, Nico Guerzoni, Caterina Scordo                                                     |
| Infantaria (Infantry)                                                           | Laís Santos Araújo                    | Brasilien                                      | Ana Luiza Ferreira, Karolayne Rayssa, Francisco Nunes, Ane Olivia                                    |
| Magma                                                                           | Luca Meisters                         | Niederlande, 2023                              | Leah Fischer, Mustafa Duygulu, Nadia Amin, Joya Kloppenborg, Judith van den Berg                     |
| Ma mère et moi                                                                  | Emma Branderhorst                     | Niederlande, 2023                              | Celeste Holsheimer, Hannah van Lunteren                                                              |
| Man khod, man ham miraghsam (And Me, I’m Dancing Too)                           | Mohammad Valizadegan                  | Deutschland, Tschechische Republik, Iran, 2023 | Saba lehnt sich im Iran dagegen auf, dass man ihr den Tanz als Ausdrucksmittel verwehrt.             |
| Mirror Mirror                                                                   | Sandulela Asanda                      | Südafrika, 2022                                | Luhle Macanda, Buhle Ngaba, Mpumi Sizani                                                             |
| Mise à nu ('Catching Birds)                                                     | Lea Marie Lembke, Simon Maria Kubiena | Deutschland, Österreich, Frankreich, 2023      | Anna Stanic, Fethi Aidouni, Marin Judas                                                              |
| Nanitic                                                                         | Carol Nguyen                          | Kanada, 2022                                   | Kylie Le, Van Pham, Ly Pham, Dam Nguyen, Eve Sevigny                                                 |
| Simo                                                                            | Aziz Zoromba                          | Kanada, 2022                                   | Basel El Rayes, Seif El Rayes, Aladeen Tawfeek                                                       |
| Somni                                                                           | Sonja Rohleder                        | Deutschland, 2023                              | Animationsfilm                                                                                       |
| Spin & Ella                                                                     | An Vrombaut                           | Belgien, 2023                                  | Animationsfilm                                                                                       |
| Szemem sarka (From the Corner of My Eyes)                                       | Domonkos Erhardt                      | Ungarn, 2023                                   | Animationsfilm                                                                                       |
| Sværddrage (The Shift)                                                          | Amalie Marie Nielsen                  | Dänemark, 2023                                 | Anna Charlie Zerbib Streizt, Niklas Herskind, Petrine Agger, Isabella Møller Hansen                  |
| Timis (Dusk)                                                                    | Awa Moctar Gueye                      | Senegal, 2023                                  | Binta Traoré, Mouhamed Aw, Abdou Camara, Djiby Camara, Maimouna Ly                                   |
| To Write from Memory                                                            | Emory Chao Johnson                    | USA                                            | Dokumentarfilm. Transition einer jungen Person.                                                      |
| Tümpel (Pond)                                                                   | Lena von Döhren, Eva Rust             | Schweiz, 2023                                  | Animationsfilm                                                                                       |
| Waking Up in Silence                                                            | Mila Schluktenko, Daniel Asadi Faezi  | Deutschland, Ukraine, 2023                     | Dokumentarfilm                                                                                       |
| Xiaohui he ta de niu (Xiaohui and His Cows)                                     | Xinying Lao                           | Volksrepublik China, 2023                      | Jinhao Wei, Yuanmo Wei, Yamiao Tang                                                                  |
| Yi shi yi ke (Now Here)                                                         | Hao Zhao                              | Volksrepublik China, 2023                      | Qi Lu, Yuxuan Liu, Huiying Zhu, Xun Liu                                                              |

### Perspektive Deutsches Kino und Perspektive Match
Ab 1. August 2022 übernahm Jenni Zylka die Sektionsleitung der Perspektive Deutsches Kino von Linda Söffker, die im April nach zwölf Jahren zur DEFA-Stiftung gewechselt war. Zylka moderierte seit 1999 die Pressekonferenzen und Filmgespräche während der Berlinale und gehörte seit 2006 dem Auswahlkomitee der Sektion Panorama an.
Die eingeladenen Dokumentar- und Spielfilme konkurrierten um den Heiner-Carow-Preis und um den mit 5000 Euro dotierten Kompass-Perspektive-Preis.
Die Jury bestand aus der Schauspielerin Dela Dabulamanzi, der Editorin Anne Fabini und dem Regisseur Jöns Jönsson.
Die neue Reihe Perspektive Match setzte sich das Ziel, den Austausch zwischen erfahrenen Filmschaffenden und Nachwuchstalenten aus denselben Gewerken in vier Panelgesprächen im HAU zu fördern. Vorab war jeweils ein Film der erfahrenen Filmschaffenden zu sehen.
| Filmtitel (Verweistitel)                                                                     | Regie                                             | Land und Jahr                 | Darsteller (Auswahl) / Bemerkungen                                                                                 |
| -------------------------------------------------------------------------------------------- | ------------------------------------------------- | ----------------------------- | --- |
| Ararat                                                                                       | Engin Kundağ                                      | Deutschland, 2023             | Rasim Jafarov, Merve Aksoy, Funda Rosenland, Aziz Capkurt, Baran Seyhan; Perspektive Deutsches Kino                |
| Ash Wednesday                                                                                | Bárbara Santos                                    | Deutschland, 2023             | Ronni Maciel, Jefferson Preto, João Eduardo Albertini; Perspektive Deutsches Kino                                  |
| Dora oder Die sexuellen Neurosen unserer Eltern (Dora or the Sexual Neuroses of Our Parents) | Stina Werenfels                                   | Deutschland/Schweiz, 2015     | Jenny Schily, Victoria Schulz, Lars Eidinger, Urs Jucker / Perspektive Match                                       |
| Elaha                                                                                        | Milena Aboyan                                     | Deutschland, 2023             | Bayan Layla, Armin Wahedi, Derya Dilber, Derya Durmaz, Cansu Leyan; Perspektive Deutsches Kino                     |
| Geranien (On Mothers and Daughters)                                                          | Tanja Egen                                        | Deutschland, 2023             | Friederike Becht, Marion Ottschick, Peer Martiny, Jasmina Musić, Stefanie Meier; Perspektive Deutsches Kino        |
| Ein Hologramm für den König (A Hologram for the King)                                        | Tom Tykwer                                        | Deutschland, USA, 2016        | Tom Hanks, Alexander Black, Sarita Choudhury, Sidse Babette Knudsen, Tom Skerritt; Perspektive Match               |
| Jakob der Lügner (Jacob the Liar)                                                            | Frank Beyer                                       | DDR, 1976                     | Vlastimil Brodský, Erwin Geschonneck, Henry Hübchen, Blanche Kommerell, Manuela Simon; Perspektive Match           |
| Kash Kash                                                                                    | Lea Najjar                                        | Deutschland, 2022             | Dokumentarische Form; Gast der Perspektive Deutsches Kino                                                          |
| Knochen und Namen (Bones and Names)                                                          | Fabian Stumm                                      | Deutschland, 2023             | Fabian Stumm, Knut Berger, Marie-Lou Sellem, Susie Meyer, Magnus Mariuson; Perspektive Deutsches Kino              |
| Langer Langer Kuss (Long Long Kiss)                                                          | Lukas Röder                                       | Deutschland, 2023             | Nils Thalmann, Luisa Bocksnick, Michael Zittel, Christian Erdt, Katrin Filzen; Perspektive Deutsches Kin           |
| Nomades du nucléaire (Nuclear Nomads) (Atomnomaden)                                          | Kilian Armando Friedrich, Tizian Stromp Zargar    | Deutschland, 2023             | Dokumentarfilm; Perspektive Deutsches Kino                                                                         |
| Requiem                                                                                      | Hans-Christian Schmid                             | Deutschland, 2006             | Sandra Hüller, Burghart Klaußner, Imogen Kogge, Frederike Adolph, Anna Blomeier; Perspektive Match                 |
| El secuestro de la novia (The Kidnapping of the Bride) (Die Brautentführung)                 | Sophia Mocorrea                                   | Deutschland, 2023             | Rai Todoroff, David Bruning, Anne Kulbatzki, Tatiana Saphir, Patricia Pilgrim; Perspektive Deutsches Kino          |
| Sieben Winter in Teheran (Seven Winters in Tehran)                                           | Steffi Niederzoll                                 | Deutschland, Frankreich, 2023 | Reyhaneh Jabbari, Shole Pakravan, Fereydoon Jabbari, Shahrzad Jabbari, Sharare Jabbari; Perspektive Deutsches Kino |
| Teheran Tabu (Tehran Tabu)                                                                   | Ali Soozandeh                                     | Deutschland, Österreich, 2017 | Elmira Rafizadeh, Zar Amir Ebrahimi, Arash Marandi, Bilal Yasa; Perspektive Match                                  |
| Vergiss Meyn Nicht (Lonely Oaks)                                                             | Fabiana Fragale, Kilian Kuhlendahl, Jens Mühlhoff | Deutschland, 2023             | Dokumentarfilm; Perspektive Deutsches Kino                                                                         |

### Retrospektive
Ende Oktober 2022 wurde der Titel der Retrospektive bekannt: „Young at Heart – Coming of Age at the Movies“. Erstmals wandte sich die Sektion unter der Leitung von Rainer Rother an renommierte Filmschaffende, um das Programm mitzugestalten. Etwa 30 Regisseure, Schauspieler und Drehbuchautoren sollten ihren favorisierten „Coming-of-Age-Film“ für das Programm der Retrospektive auswählen. Die Befragten waren:
- Maren Ade
- Pedro Almodóvar
- Wes Anderson
- Juliette Binoche
- Lav Diaz
- Alice Diop
- Ava DuVernay
- Nora Fingscheidt
- Luca Guadagnino
- Ryūsuke Hamaguchi
- Ethan Hawke
- Karoline Herfurth
- Nadine Labaki
- Nadav Lapid
- Sergei Loznitsa
- Mohammad Rasulof
- Céline Sciamma
- Martin Scorsese
- Aparna Sen
- M. Night Shyamalan
- Carla Simón
- Abderrahmane Sissako
- Tilda Swinton
- Wim Wenders
- Jasmila Žbanić

Folgende Filme wurden von diesen ausgewählt:
| Filmtitel (Verweistitel)                                     | Regie                                | Jahr | Darsteller                                                                        |
| ------------------------------------------------------------ | ------------------------------------ | ---- | --------------------------------------------------------------------------------- |
| Apus Weg ins Leben: Der Unbesiegbare (Aparajito)             | Satyajit Ray                         | 1957 | Kanu Bandyopadhyay, Karuna Bandyopadhyay, Pinaki Sengupta, Smaran Ghosal          |
| Auf das, was wir lieben (À nos amours)                       | Maurice Pialat                       | 1983 | Sandrine Bonnaire, Maurice Pialat, Evelyne Ker, Dominique Besnehard               |
| … denn sie wissen nicht, was sie tun (Rebel Without a Cause) | Nicholas Ray                         | 1955 | James Dean, Natalie Wood, Sal Mineo, Jim Backus                                   |
| Ein Sack Reis (Kiseye Berendj)                               | Mohammad-Ali Talebi                  | 1996 | Masume Eskandari, Jairan Abadzade, Shirin Bina, Hossain Kalantar, Aghdas Abadzade |
| Ferris macht blau (Ferris Bueller’s Day Off)                 | John Hughes                          | 1986 | Matthew Broderick, Alan Ruck, Mia Sara, Jeffrey Jones, Jennifer Grey              |
| Der Geist des Bienenstocks (El espíritu de la colmena)       | Víctor Erice                         | 1973 | Ana Torrent, Isabel Tellería, Fernando Fernán Gómez, Teresa Gimpera               |
| Gražuolė (The Beauty)                                        | Arūnas Žebriūnas                     | 1969 | Inga Mickytė, Lilija Žadeikytė, Sergejus Martinsonas, Arvydas Samukas             |
| Jeder für sich und Gott gegen alle                           | Werner Herzog                        | 1974 | Bruno S., Walter Ladengast, Brigitte Mira                                         |
| Der kleine Ausreißer (Little Fugitive)                       | Ray Ashley, Morris Engel, Ruth Orkin | 1953 | Richie Andrusco, Richard Brewster, Winifred Cushing, Jay Williams                 |
| Lärm und Wut (De bruit et de fureur)                         | Jean-Claude Brisseau                 | 1988 | Vincent Gasperitsch, Lisa Hérédia, François Négret, Bruno Cremer                  |
| Die letzte Vorstellung (The Last Picture Show)               | Peter Bogdanovich                    | 1971 | Timothy Bottoms, Jeff Bridges, Cybill Shepherd, Ben Johnson                       |
| Manila (Maynila: Sa mga kuko ng liwanag)                     | Lino Brocka                          | 1975 | Bembol Roco, Hilda Koronel, Lou Salvador, Jr, Joonee Gamboa                       |
| Muriels Hochzeit (Muriel’s Wedding)                          | P. J. Hogan                          | 1994 | Toni Collette, Bill Hunter, Jeanie Drynan, Rachel Griffiths                       |
| Not a Pretty Picture                                         | Martha Coolidge                      | 1976 | Michele Manenti, Jim Carrington, Anne Mundstuk, John Fedinatz, Amy Wright         |
| Now and Then – Damals und heute                              | Lesli Linka Glatter                  | 1995 | Gaby Hoffmann, Thora Birch, Christina Ricci, Ashleigh Aston Moore, Demi Moore     |
| Rue Cases-Nègres                                             | Euzhan Palcy                         | 1983 | Garry Cadenat, Darling Légitimus, Douta Seck, Joby Bernabé, Francisco Charles     |
| Rumble Fish                                                  | Francis Ford Coppola                 | 1983 | Matt Dillon, Mickey Rourke, Diane Lane, Dennis Hopper                             |
| Und täglich grüßt das Murmeltier (Groundhog Day)             | Harold Ramis                         | 1993 | Bill Murray, Andie MacDowell, Chris Elliott                                       |
| Vor der Revolution (Prima della rivoluzione)                 | Bernardo Bertolucci                  | 1964 | Francesco Barilli, Adriana Asti                                                   |
| Wo ist das Haus meines Freundes? (Khane-ye doust kodjast?)   | Abbas Kiarostami                     | 1987 | Babek Ahmed Poor, Ahmed Ahmed Poor, Khodabakhsh Defaei                            |

### European Film Market
Der European Film Market sollte bei der 73. Auflage wieder als Präsenzveranstaltung stattfinden. Die baltischen Staaten Estland, Lettland und Litauen sollten als „Countries in Focus“ eine besondere Plattform bekommen und das Werk von Filmschaffenden aus diesen Staaten unter verschiedenen Aspekten beleuchten. Es war das erste Mal, dass ein Zusammenschluss mehrerer Länder als Fokusländer ausgewählt wurde.

## Preisträger
Die Preisverleihung in den wichtigsten Wettbewerbssparten fand am Abend des 25. Februar 2023 im Berlinale Palast statt.
Internationaler Wettbewerb
| Kategorie                                            | Film                    | Preisträger                                                                          | Bild                                       |
| ---------------------------------------------------- | ----------------------- | ------------------------------------------------------------------------------------ | ------------------------------------------ |
| Goldener Bär – Bester Film                           | Auf der Adamant         | Céline Loiseau, Gilles Sacuto, Miléna Poylo (Produktion), (Regie: Nicolas Philibert) | Nicolas Philibert (2023)                   |
| Silberner Bär – Großer Preis der Jury                | Roter Himmel            | Christian Petzold                                                                    | Christian Petzold                          |
| Silberner Bär – Preis der Jury                       | Mal Viver               | João Canijo                                                                          | João Canijo (2023)                         |
| Silberner Bär – Beste Regie                          | Le grand chariot        | Philippe Garrel                                                                      | Philippe Garrel während der Berlinale 2023 |
| Silberner Bär – Beste Hauptrolle                     | 20.000 Arten von Bienen | Sofía Otero                                                                          | Sofía Otero (2023)                         |
| Silberner Bär – Beste Nebenrolle                     | Bis ans Ende der Nacht  | Thea Ehre                                                                            | Thea Ehre (2023)                           |
| Silberner Bär – Bestes Drehbuch                      | Music                   | Angela Schanelec                                                                     | Angela Schanelec auf der Berlinale 2019    |
| Silberner Bär – Herausragende künstlerische Leistung | Disco Boy               | Hélène Louvart (Kamera)                                                              | Hélène Louvart (2023)                      |

Ehrenpreise

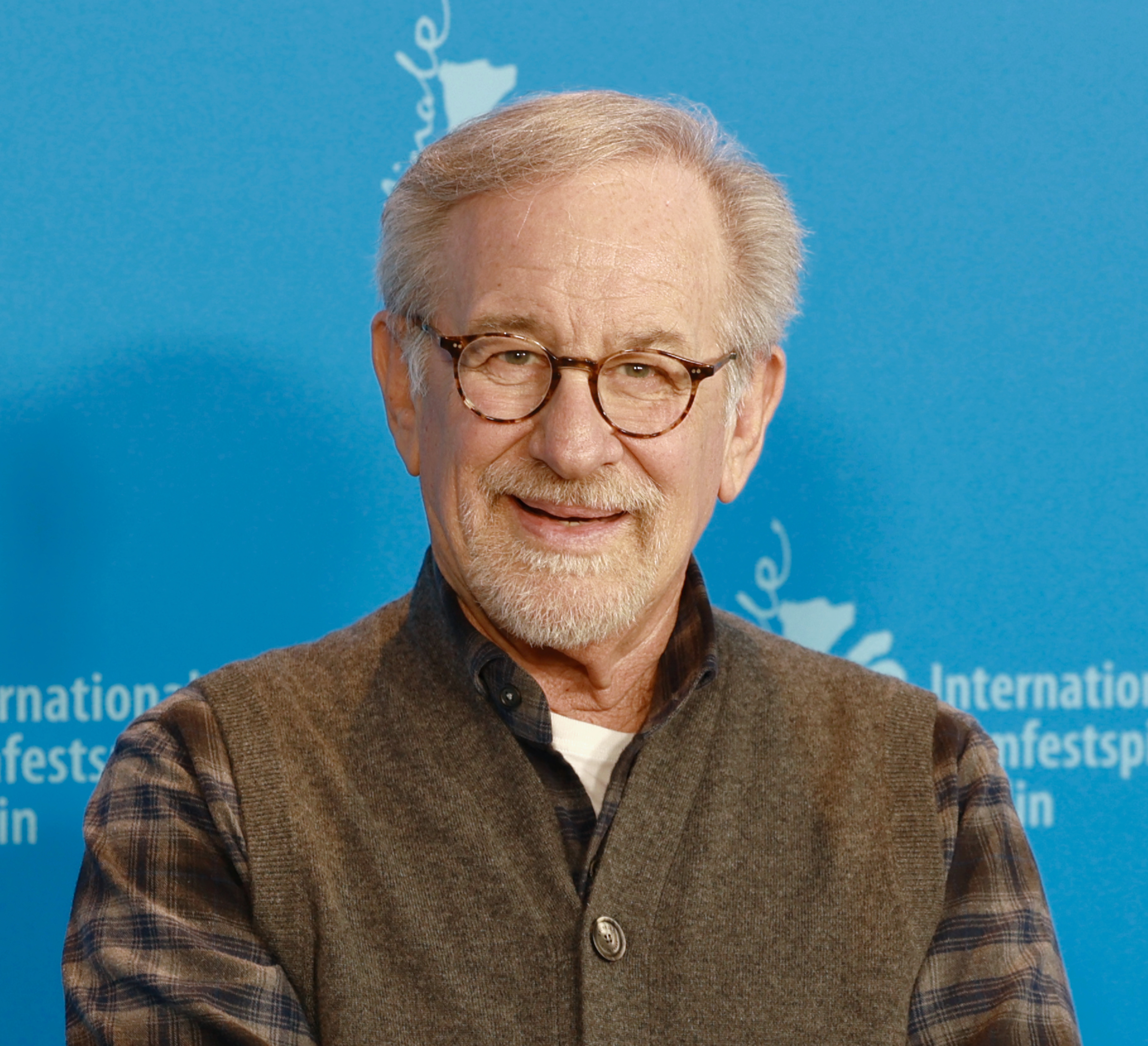
Steven Spielberg während der Berlinale

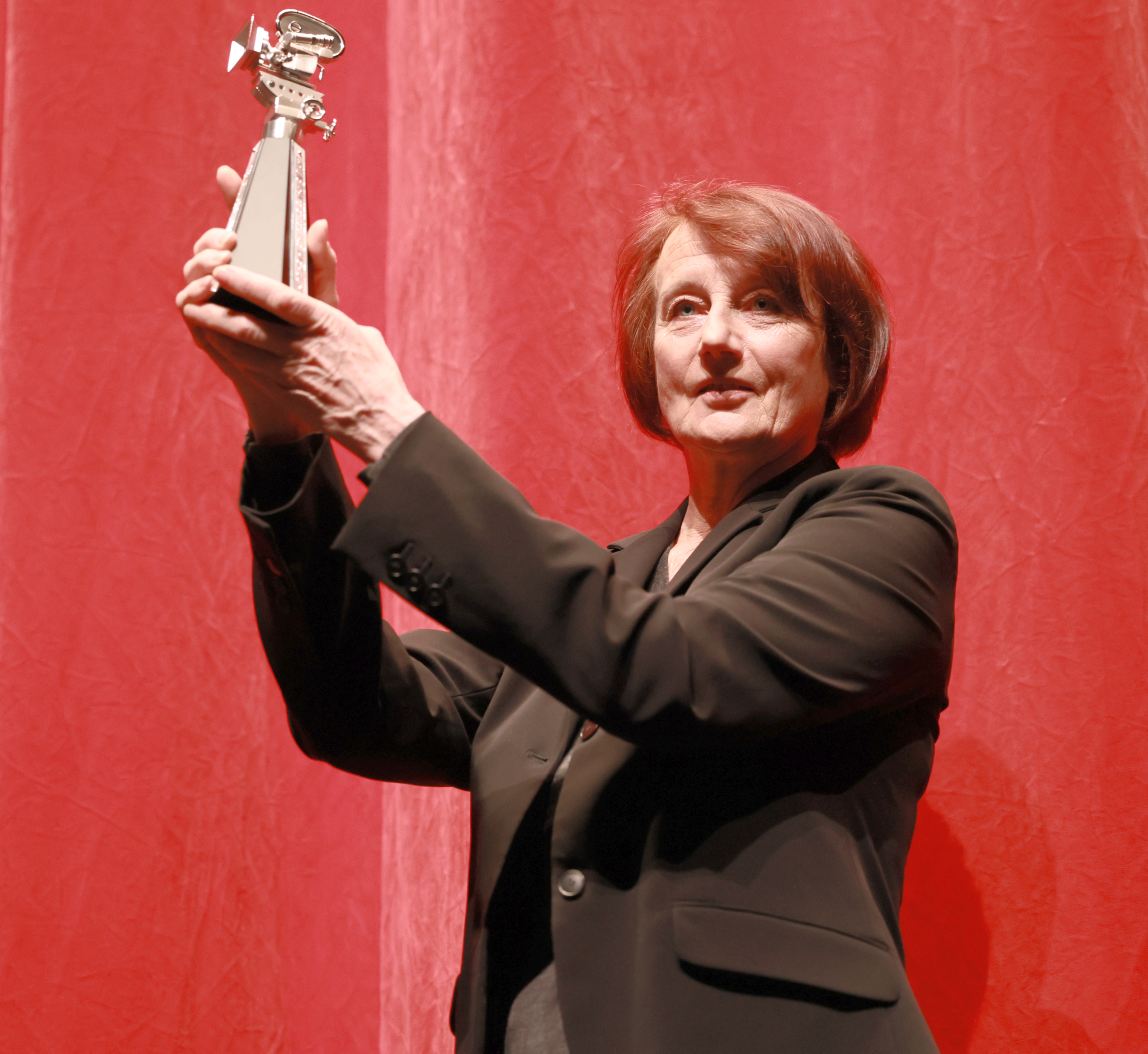
Caroline Champetier mit der erhaltenen Berlinale Kamera

- Goldener Ehrenbär: Steven Spielberg (inklusive Hommage und Präsentation seines neuesten Films Die Fabelmans)[31]

- Berlinale Kamera: Caroline Champetier (inklusive Aufführung des Films Agnus Dei – Die Unschuldigen, bei dem sie als Kamerafrau zuständig war)[32]

Encounters

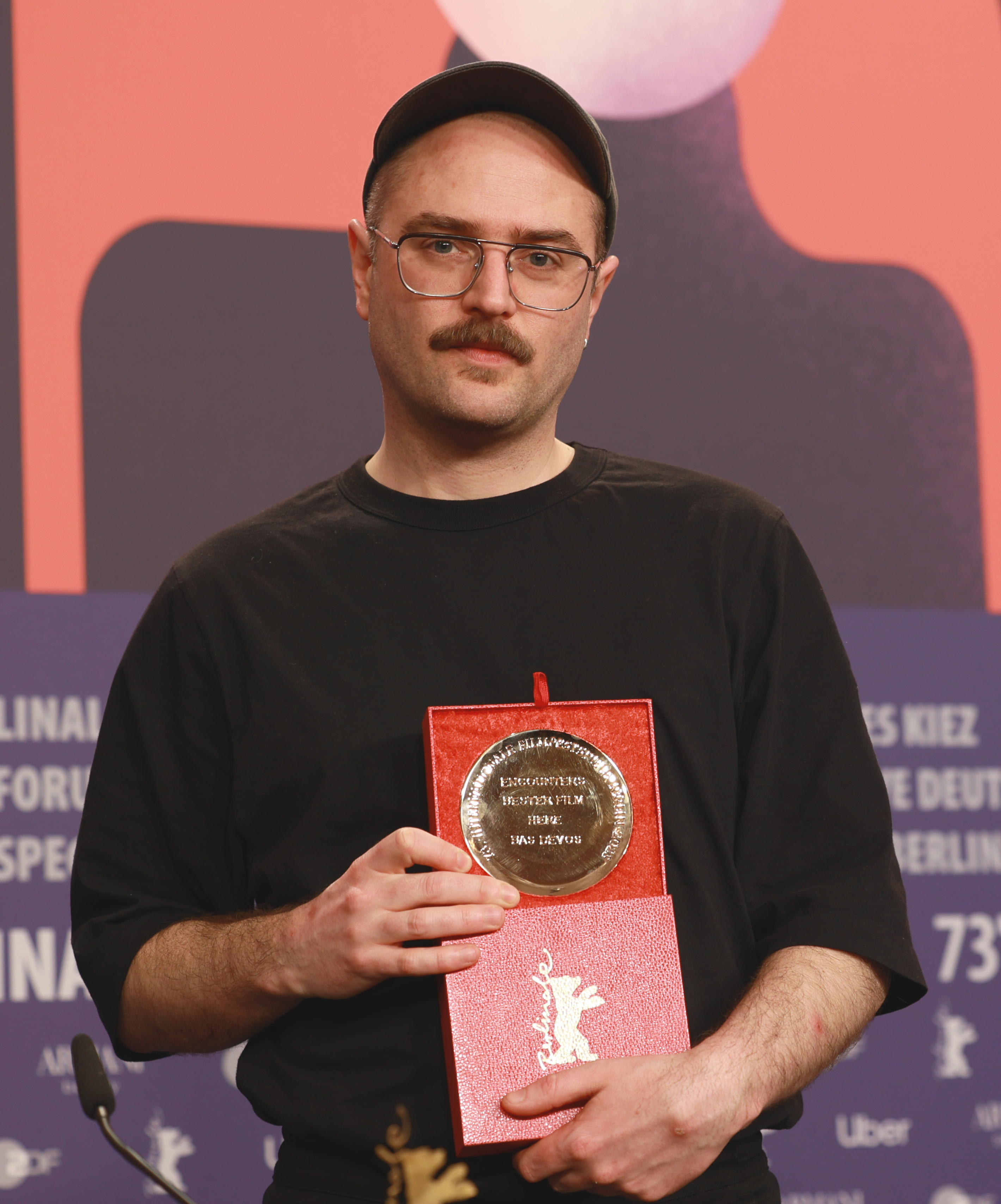
Gewinner des Hauptpreises in der Sektion Encounters: Bas Devos (Here)

- Bester Film: Here – Regie: Bas Devos
- Beste Regie: Tatiana Huezo (El eco)
- Spezialpreis der Jury (ex aequo):
  - Orlando, meine politische Biographie – Regie: Paul B. Preciado
  - Samsara – Regie: Lois Patiño

Dokumentarfilmpreis

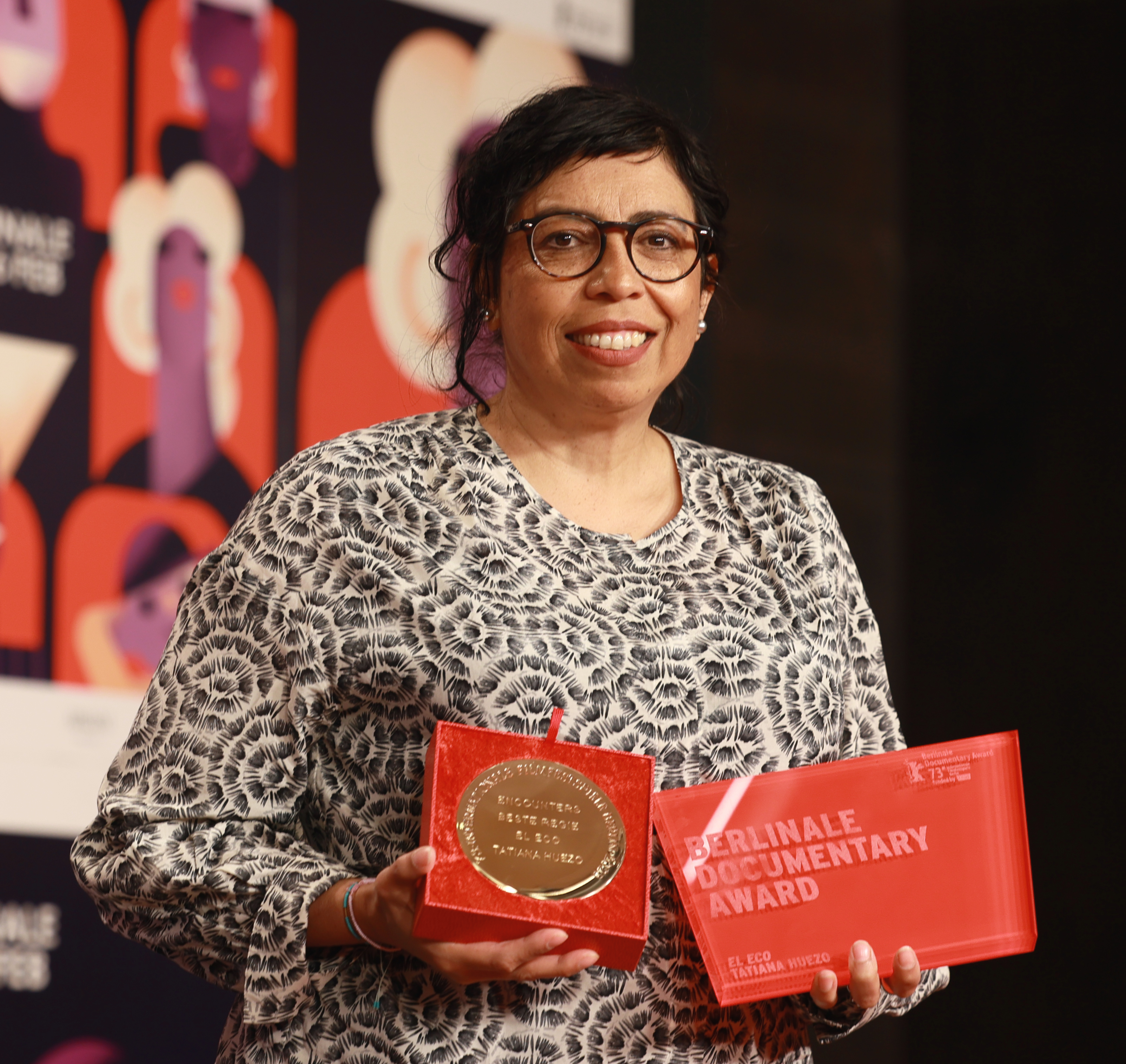
Tatiana Huezo mit dem gewonnenen Berlinale Dokumentarfilmpreis für El eco

Jurymitglieder: Emilie Bujès, Diana Bustamante, Mark Cousins
- Bester Dokumentarfilm: El eco – Regie: Tatiana Huezo
- Lobende Erwähnung: Orlando, meine politische Biographie – Regie: Paul B. Preciado

Berlinale Shorts
- Goldener Bär für den besten Kurzfilm: Les chenilles – Regie: Michelle Keserwany, Noel Keserwany
- Silberner Bär Preis der Jury: Marungka tjalatjunu (Dipped in Black) – Regie: Matthew Thorne, Derik Lynch
- Lobende Erwähnung: It’s a Date – Regie: Nadia Parfan

Berlinale Series
- Berlinale Series Award: The Good Mothers – Regie: Julian Jarrold, Elisa Amoruso
  - Lobende Erwähnung: Arkitekten – Regie: Kerren Lumer-Klabbers

GWFF Preis Bester Erstlingsfilm
- Adentro mío estoy bailando – Regie: Leandro Koch, Paloma Schachmann
  - Lobende Erwähnung: The Bride – Regie: Myriam U. Birara

Generation Kplus
Jugendjury
- Gläserner Bär für den Besten Film: Sweet As – Regie: Jub Clerc
  - Lobende Erwähnung: Zeevonk – Regie: Domien Huyghe
- Gläserner Bär für den Besten Kurzfilm: Closing Dynasty – Regie: Lloyd Lee Choi
  - Lobende Erwähnung: Deniska umřela – Regie: Philippe Kastner

Internationale Jury: Marco Alessi, Venice Atienza, Gudrun Sommer
- Großer Preis für den Besten Film: Mimi – Regie: Mira Fornay
  - Lobende Erwähnung: L’Amour du Monde – Regie:Jenna Hasse
- Spezialpreis für den Besten Kurzfilm: Waking Up in Silence – Regie: Mila Zhluktenko, Daniel Asadi Faezi
  - Lobende Erwähnung: Xiaohui he ta de niu – Regie: Xinying Lao

Generation 14plus
Jugendjury
- Gläserner Bär für den Besten Film: Adolfo – Regie: Sofía Auza
- Lobende Erwähnung: And the King Said, What a Fantastic Machine – Regie: Axel Danielson, Maximilien Van Aertryck

Internationale Jury
- Großer Preis für den Besten Film: Hummingbirds – Regie: Silvia Del Carmen Castaños, Estefanía Contreras
- Lobende Erwähnung: Mutt – Regie: Vuk Lungulov-Klotz

Perspektive Deutsches Kino
- Kompass-Perspektive-Preis: Sieben Winter in Teheran – Regie: Steffi Niederzoll
- Heiner-Carow-Preis: Knochen und Namen – Regie: Fabian Stumm

Panorama Publikums-Preis
Spielfilm
- Sira – Regie: Apolline Traoré

- 2. Platz: Al Murhaqoon – Regie: Amr Gamal
- 3. Platz: Sages-femmes – Regie: Léa Fehner

Dokumentarfilm
- Kokomo City – Regie: D. Smith

- 2. Platz: The Eternal Memory – Regie: Maite Alberdi
- 3. Platz: Au cimetière de la pellicule – Regie: Thierno Souleymane Diallo

Unabhängige Jurys
- Preis der Ökumenischen Jury

- Wettbewerb: Tótem – Regie: Lila Avilés
- Panorama: Sages-femmes – Regie: Léa Fehner
- Forum: Jaii keh khoda nist – Regie: Mehran Tamadon
- lobende Erwähnung: Auf der Adamant – Regie: Nicolas Philibert

- FIPRESCI-Preis

- Wettbewerb: The Survival of Kindness – Regie: Rolf de Heer
- Panorama: Stille Liv – Regie: Malene Choi
- Forum: Între revoluții – Regie: Vlad Petri
- Encounters: Here – Regie: Bas Devos

- Gilde-Filmpreis

- 20.000 Arten von Bienen – Regie: Estibaliz Urresola Solaguren

- CICAE Art Cinema Award

- Panorama: Das Lehrerzimmer – Regie: İlker Çatak
- Forum: El rostro de la medusa – Regie: Melisa Liebenthal

- Label Europa Cinemas

- Das Lehrerzimmer – Regie: İlker Çatak

- Caligari Filmpreis

- De Facto – Regie: Selma Doborac

- Friedensfilmpreis

- Sieben Winter in Teheran – Regie: Steffi Niederzoll

- Amnesty International Filmpreis

- Al Murhaqoon – Regie: Amr Gamal

- AG KINO GILDE 14plus

- And the King Said, What a Fantastic Machine – Regie: Axel Danielson, Maximilien Van Aertryck

- Teddy Award[42]

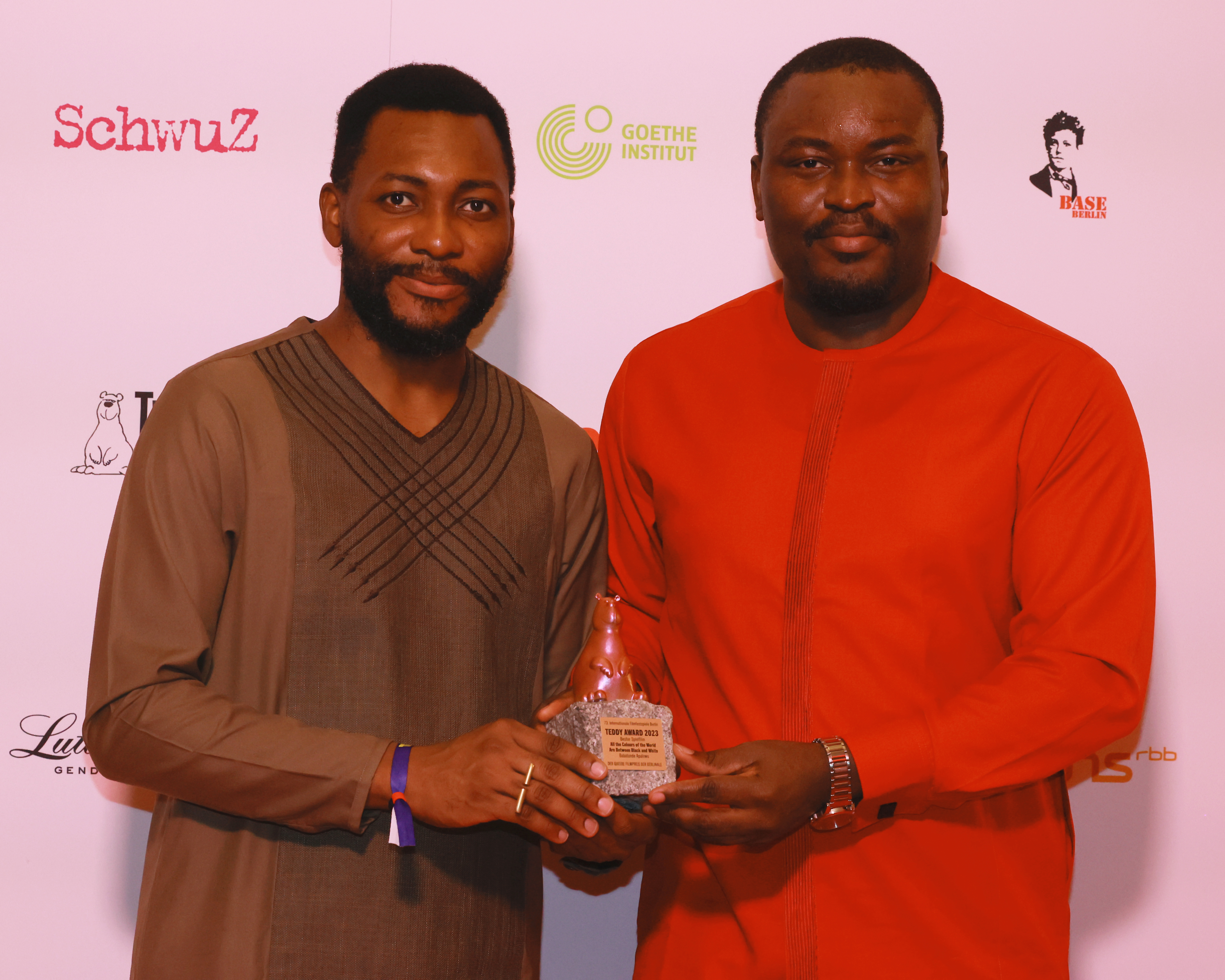
Babatunde Apalowo und Hauptdarsteller Tope Tedela mit dem gewonnenen Teddy Award

  - Bester Langfilm: All the Colours of the World Are Between Black and White – Regie: Babatunde Apalowo
  - Bester Kurzfilm: Marungka tjalatjunu – Regie: Matthew Thorne und Derik Lynch
  - Bester Dokumentarfilm/Essayfilm: Orlando, meine politische Biographie – Regie: Paul B. Preciado
  - Jury Award: Silver Haze – Regie: Sacha Polak
  - Special Teddy Award: Andriy Khalpakhchi und Bohdan Zhuk

- Leserpreise:
  - Leserpreis der Berliner Morgenpost: 20.000 Arten von Bienen – Regie: Estibaliz Urresola Solaguren
  - Preis der Leserjury des Tagesspiegel: Orlando, meine politische Biographie – Regie: Paul B. Preciado

Förderpreise
- Kompagnon-Förderpreis

- Anna Melikova (My Beloved Man’s Female Body)
- Mareike Wegener (Paraphrase on the Finding of a Glove)

- ARTEKino International Award

- Peeled Skin – Regie: Leonie Krippendorff

- Eurimages Co-Production Development Award

- Iván & Hadoum – Produktion: Avalon PC (Spanien)
- Development Award: The Blindsight – Produzentinnen: Olha Beskhmelnytsina und Natalia Libet (2Brave Productions, Ukraine)

- VFF Talent Highlight Award

- God and the Devil’s Cumbia – Produzenten: Daniel Loustaunau (Colectivo Colmena, Mexiko) und Paloma Petra (Huasteca Casa Cinematográfica, Mexiko)

- Talents Footprints – Mastercard Enablement Programme

- Carlos Ormeño Palma, TransStories
- Miguel Ángel Sánchez, WE FILM MX
- Phillip Leteka, Majoaneng (Academy of Images and Letters)